# Авианосцы США
Авианосцы ВМС США — главная ударная сила американских ВМС при проведении операций с применением неядерного оружия.
США являются одним из пионеров в области строительства авианосцев и самой крупной авианосной державой мира: по состоянию на январь 2019 года в ВМС США находится в строю 11 авианосцев (10 авианосных ударных групп).

## 1910—1914. Первые шаги

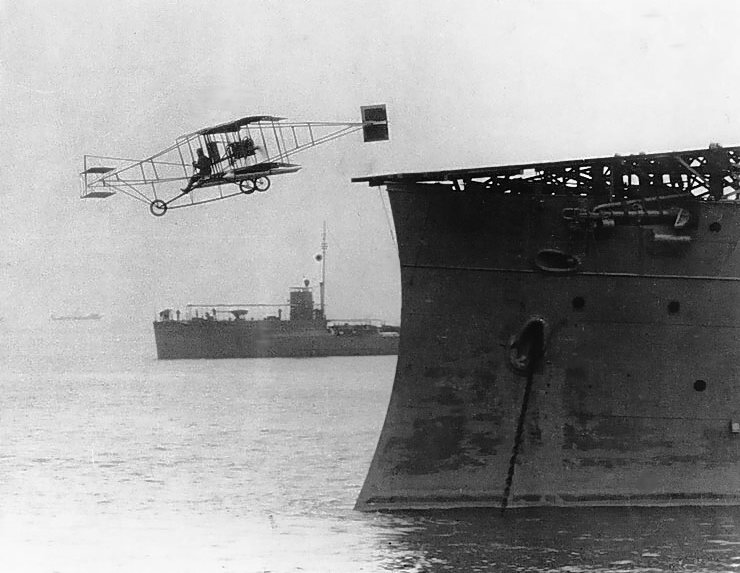
Взлёт Юджина Эли с палубы крейсера CL-2 «Бирмингем»

Первые опыты по применению авиации в военно-морском флоте относятся в США к началу XX века. В 1910 году Гленн Кёртисс на самолёте собственной конструкции провёл эксперимент на озере Кеука (шт. Нью-Йорк), сбросив свинцовые муляжи авиабомб на деревянный плот, которому были приданы размеры и очертания линкора[./Авианосцы_США#cite_note-П1-19-1 [1]][./Авианосцы_США#cite_note-П1-19-1 [1]].
14 ноября 1910 года американский пилот совершил первый в мире взлёт самолёта с палубы корабля. Юджин Эли на самолёте «Кёртисс», оснащённом деревянными поплавками, взлетел с деревянного настила размером 25×7 м в носовой части крейсера «Бирмингем» и благополучно сел на воду, пролетев около 4,5 км. Организатором полёта был заместитель министра ВМФ по материальному снабжению Ирвинг Чемберс. 18 января 1911 года Эли совершил первую в мире посадку на броненосный крейсер «Пенсильвания». После этих экспериментов интерес к морской авиации значительно возрос, и флот начал выделять средства на закупку самолётов и обучение пилотов. К 1914 году на вооружении ВМС США состояло 12 гидроаэропланов. В этом же году пилоты ВМС США получили первый боевой опыт. В апреле 1914 года, во время инцидента в Веракрусе, линкор «Миссисипи» и крейсер «Бирмингем» прибыли к берегам Мексики, имея на борту 5 самолётов, которые совершали разведывательные полёты над территорией противника[./Авианосцы_США#cite_note-П1-26-4 [4]].
Самолёты того времени, обладая малой взлётной скоростью, не требовали специального оборудования для запуска. Посадка обычно совершалась на воду, для чего машины оснащались специальными поплавками. Во время пробных посадок на палубу, торможение обеспечивалось примитивным аэрофинишёром из натянутых поперёк палубы тросов с привязанными к ним мешками с песком.

## 1914—1918. Первая мировая война
Участие США в Первой мировой войне было ограниченным, поэтому американская морская авиация не получила того опыта боевого применения авиации, который был у английских моряков. В годы войны в Великобритании появились первые гидроавианосцы, переоборудованные из пассажирских пароходов. Самолёты морской авиации совершали разведывательные полёты, бомбили ангары германских цепеллинов, участвовали в противолодочных операциях. Соединение английских гидроавианосцев действовало в Средиземном море против турецкого флота и наземных сил. Здесь же были проведены первые торпедные атаки авиации против надводных кораблей. К концу войны взлётными платформами были оборудованы многие крейсера и линейные корабли. Широко практиковалась установка платформ на артиллерийских башнях линкоров, что позволяло при взлёте развернуть самолёт против ветра, не меняя курса корабля. В 1917 году в Великобритании появился первый в мире «настоящий» авианосец — переоборудованный для взлёта и базирования самолётов линейный крейсер «Фьюриэс». Интенсивно развивалась морская авиация также во Франции и Японии.

## 1918—1939.Межвоенные годы

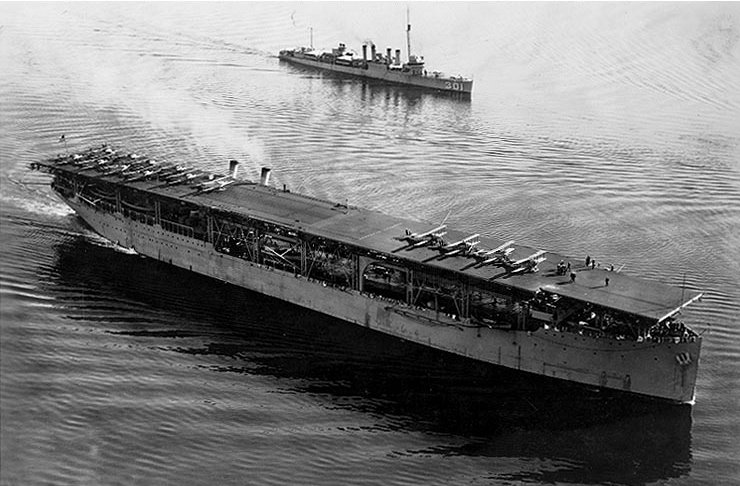
CV-1 «Лэнгли», первый американский авианосец

Опыт боевого применения морской авиации тщательно изучался американскими военными. Быстро рос самолётный парк американского флота. С апреля 1917 года, когда США вступили в войну, по ноябрь 1918 года количество самолётов ВМС США возросло с 54 до 2107. Эти самолёты базировались на наземные аэродромы и могли взлетать с платформ, оборудованных на крейсерах и линкорах. К 1919 году встал вопрос о постройке первых американских авианосцев.

### CV-1 «Лэнгли»
Летом 1919 года Конгресс США принял «Акт о военно-морских ассигнованиях», по которому выделялись средства на конверсию в авианосец одного из углевозов ВМС США. Первым американским авианосцем стал CV-1 «Лэнгли», переоборудованный из углевоза «Юпитер». В 1920 году на военно-морской верфи в Норфолке на корабле была сооружена полётная палуба размером 163×20 м, элеватор и мостовые краны для подъёма самолётов. Обширные трюмы для перевозки угля были переоборудованы в ангар.

### Эксперименты по боевому применению

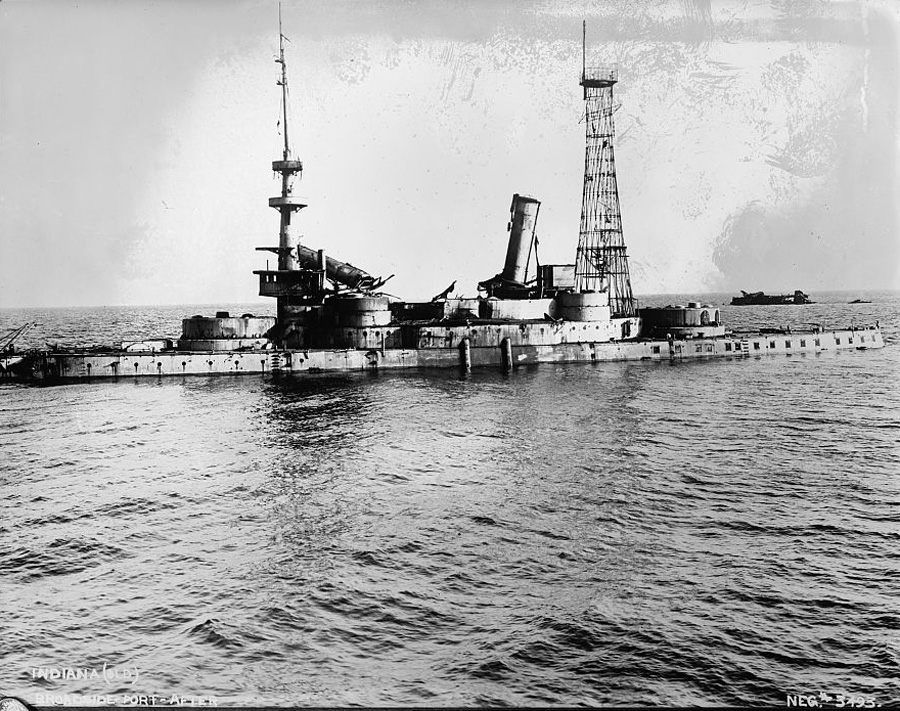
Броненосец BB-1 «Индиана», использовавшийся как цель для бомбометания

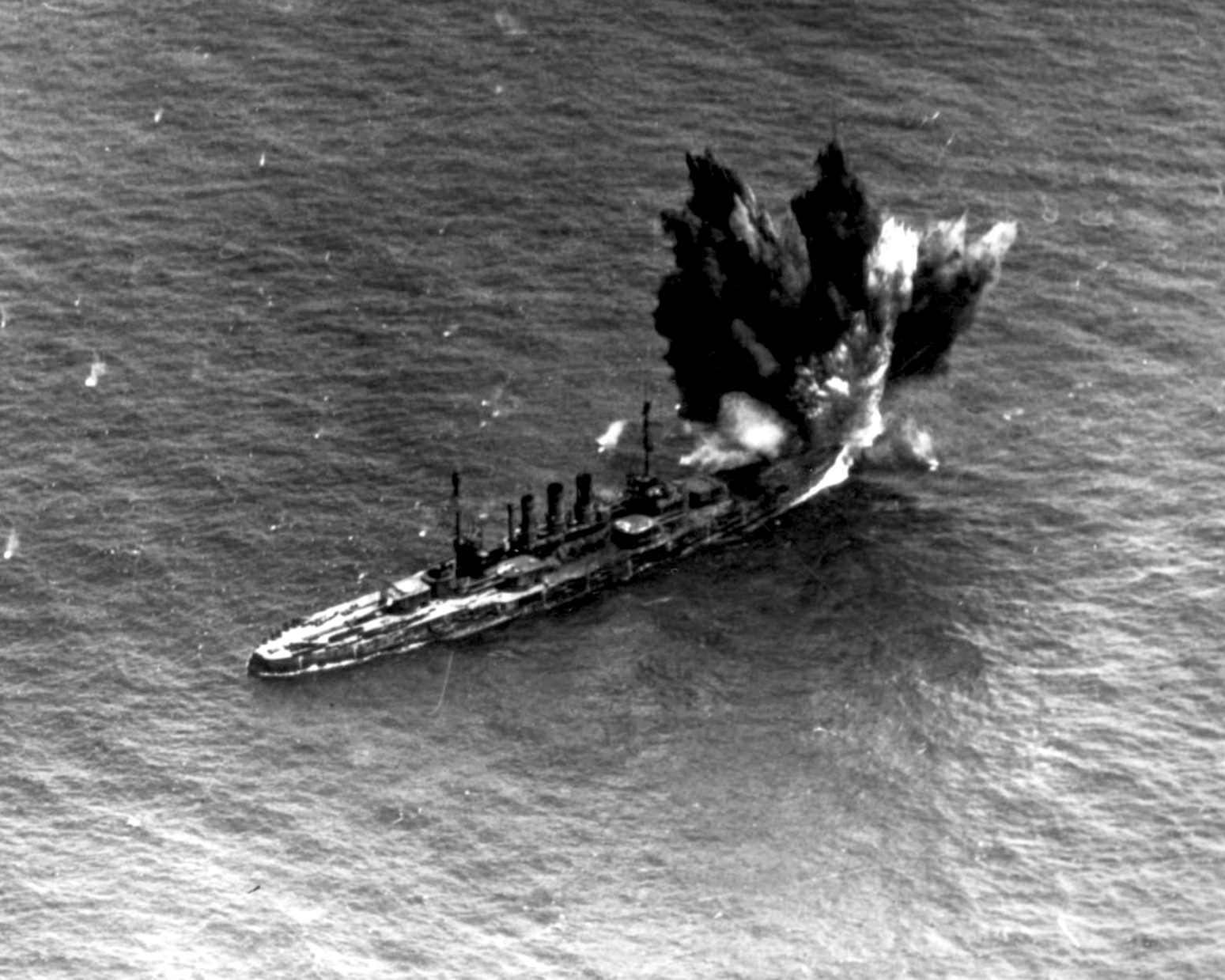
Бомбардировка линкора «Остфрислянд»

В 1920 году с США началась дискуссия об эффективности применения самолётов в боевых действиях на море, которая велась между адептами морской авиации и сторонниками традиционного «линкорного» флота. В результате была проведена серия экспериментов по воздействию авиабомб на военные корабли различных классов.
В ноябре 1920 года путём подрыва нескольких 270-кг авиабомб, заложенных в жизненно важных местах, был потоплен броненосец «Индиана» водоизмещением 10 300 т. В том же году в военно-морском колледже под руководством контр-адмирала Уильяма Симса был проведён ряд военных игр, которые показали превосходство флота, оснащённого самолётами, перед обычным флотом. 21 июня 1921 года 3 летающие лодки потопили трофейную немецкую субмарину U-117, сбросив на неё в общей сложности девять 82-кг бомб. В тот же день армейские самолёты добились попаданий бомбами-болванками по маневрирующему броненосцу «Айова». 13 июля 1921 года армейские самолёты потопили трофейный немецкий эсминец G-102, затратив 44 бомбы весом 136 кг. 18 июля самолёты армии и флота успешно атаковали лёгкий крейсер «Франкфурт» водоизмещением 5100 т бомбами весом 113, 136, 236 и 272 кг. Крейсер затонул из-за разрушения подводной части после взрыва 271-кг бомбы под водой у самого борта.
Решающее испытание прошло 20-21 июля 1921 года. Бомбардировке подвергся немецкий линкор «Остфрислянд» водоизмещением 22 800 т. Бомбы весом 272 и 454 кг не оказали практически никакого воздействия на корабль. Тогда были сброшены бомбы весом 907 кг, специально изготовленные для испытаний. Пилоты добились одного прямого попадания и ещё две бомбы взорвались рядом. Через некоторое время линкор затонул.
Эксперименты 1920—1921 гг., несмотря на их успешность, оставили некоторую долю сомнения в эффективности авиации против кораблей. Было широко распространено мнение, что линкор, свободно маневрирующий в море, с хорошо обученной командой и вооружённый зенитной артиллерией, способен успешно противостоять атакам с воздуха. В 1922-1924 годах были проведены новые эксперименты, которые не внесли ясности в этот вопрос.

### Вашингтонская конференция

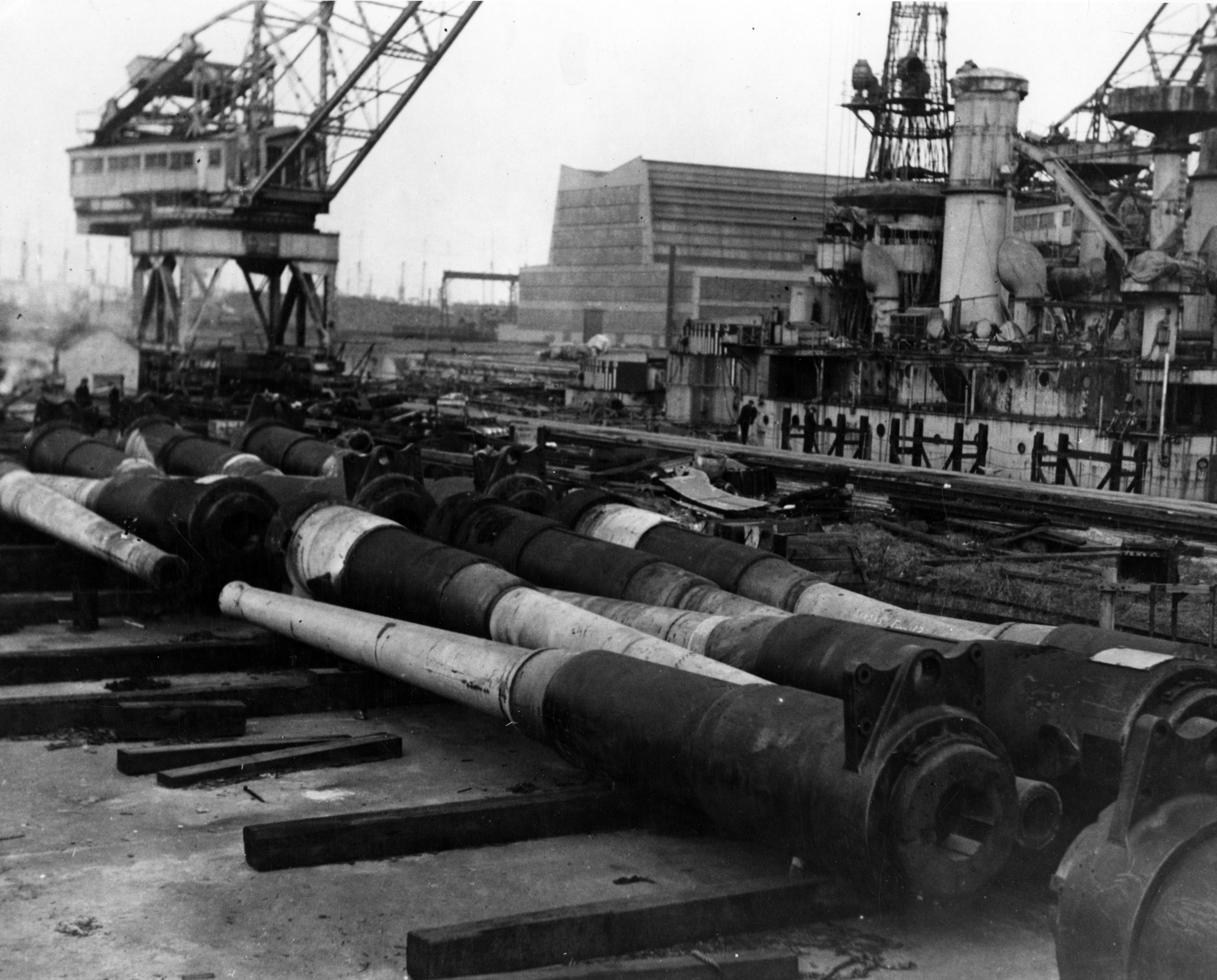
Утилизация линкоров по Вашингтонскому договору. Филадельфия, декабрь 1923 года

Мощный толчок развитию авианосных флотов дала конференция по морским вооружениям, состоявшаяся в Вашингтоне в 1922 году. По решению конференции был ограничен тоннаж линейных флотов и пущены на слом некоторые находившиеся в строю и строившиеся линейные корабли. Однако соглашение разрешало странам-участникам переоборудовать в авианосцы по два недостроенных линейных корабля. США, Великобритания, Япония и Франция воспользовались этой возможностью. В результате в военно-морских флотах ведущих держав появились семь новых авианосцев, включая американские «Лексингтон» и «Саратога», переоборудованные из одноимённых линейных крейсеров. Кроме двух американских крейсеров в авианосцы были переоборудованы 2 английских, 2 японских и один французский корабль.

### Авианосцы типа «Лексингтон»

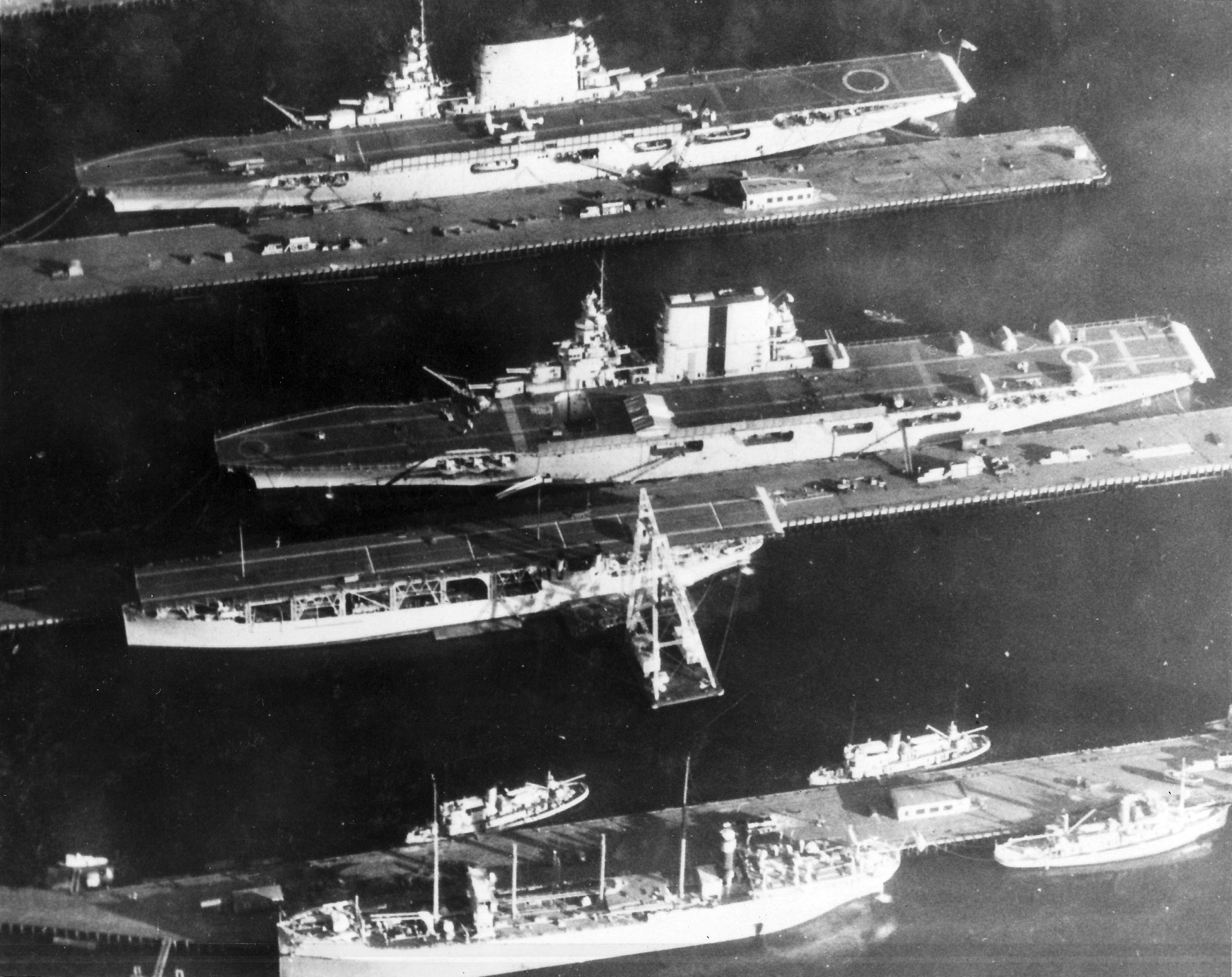
Авианосцы CV-2 «Лексингтон», CV-3 «Саратога» и CV-1 «Лэнгли» в Бремертоне, 1929

Перед вступлением США в Первую мировую войну Конгресс утвердил обширную кораблестроительную программу, включавшую 6 линейных крейсеров водоизмещением 43 500 т каждый. В соответствии с решениями Вашингтонской конференции линейные крейсера «Лексингтон» и «Саратога» были достроены как авианосцы, а остальные 4 однотипных корабля разобраны на стапеле. При перестройке использовались чертежи авианосца, планировавшегося к постройке в первые послевоенные годы. Новые авианосцы водоизмещением 33 000 т стали самыми большими кораблями американского флота и уступали в мире только английскому линейному крейсеру «Худ» водоизмещением 42 100 т. Каждый корабль нёс до 72 самолётов (в экспериментах — до 200), был вооружён восемью 203-мм орудиями и развивал скорость более 33 узлов. Оба авианосца вступили в строй в 1927 году.

### Операции с участием авианосцев
После появления в ВМС США первых авианосцев началась активная отработка тактики их применения в боевых условиях. Известны результаты учений «Задачи флота VIII» 1928 года, когда самолёты авианосца «Лэнгли» нанесли учебный удар по аэродромам Перл-Харбора, предвосхитив тем самым действия японского авианосного соединения в 1941 году. В масштабных учениях 1929 года «Задачи флота IX» принимали участие оба новых авианосца «Лексингтон» и «Саратога». В процессе учений авианосная группа во главе с авианосцем «Саратога» провела массированную атаку зоны Панамского канала с одновременным применением более 80 самолётов. В результате были «уничтожены» аэродром и шлюз, однако оба авианосца были условно потоплены кораблями противника.
Эти учения имели большой резонанс в военных кругах, в результате чего авианосцы в 1930-х стали постоянным участником военно-морских учений и рассматривались в ВМС США как серьёзная боевая сила.

### Первые авианосцы специальной постройки

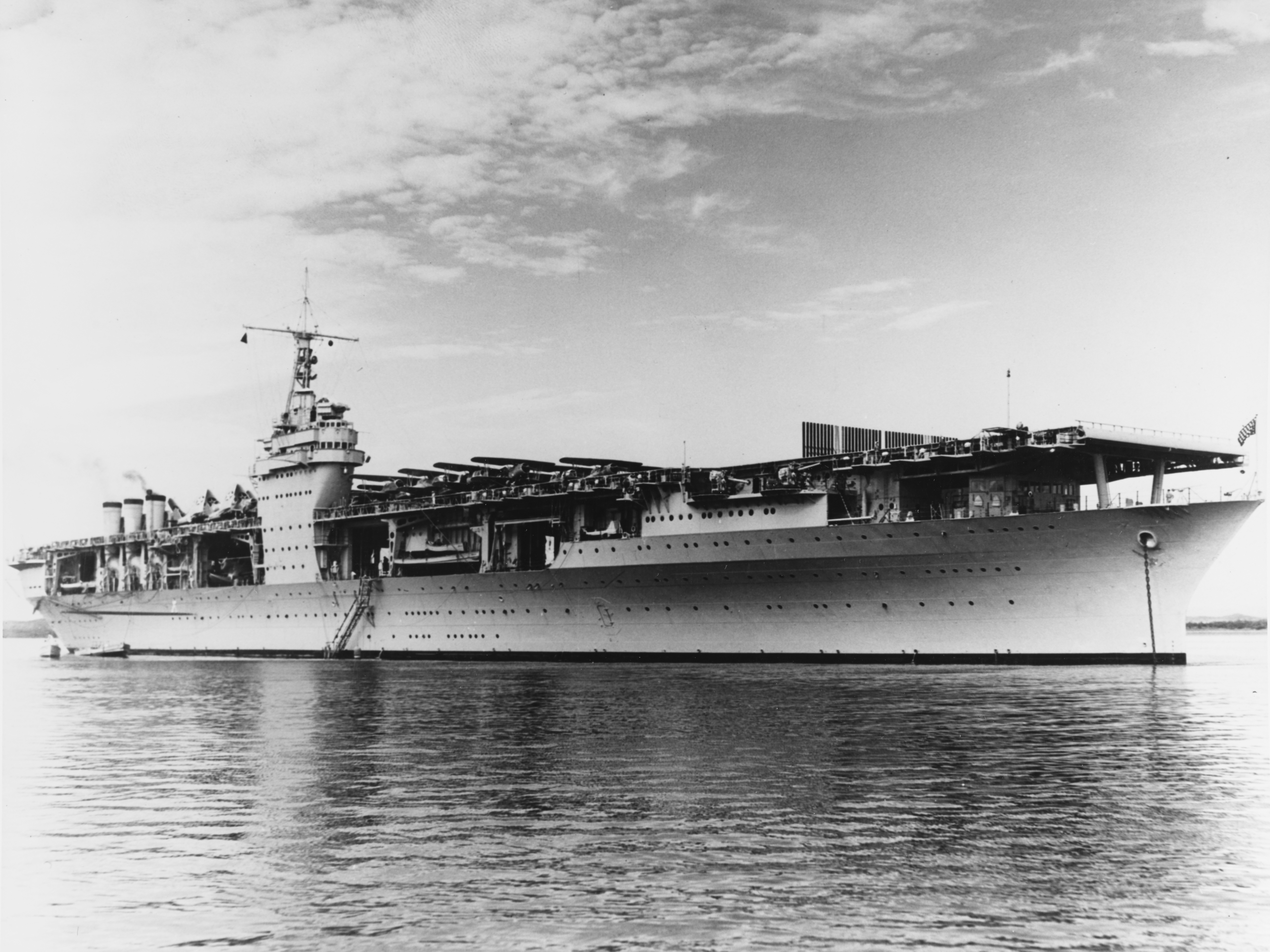
CV-4 «Рейнджер», 1939

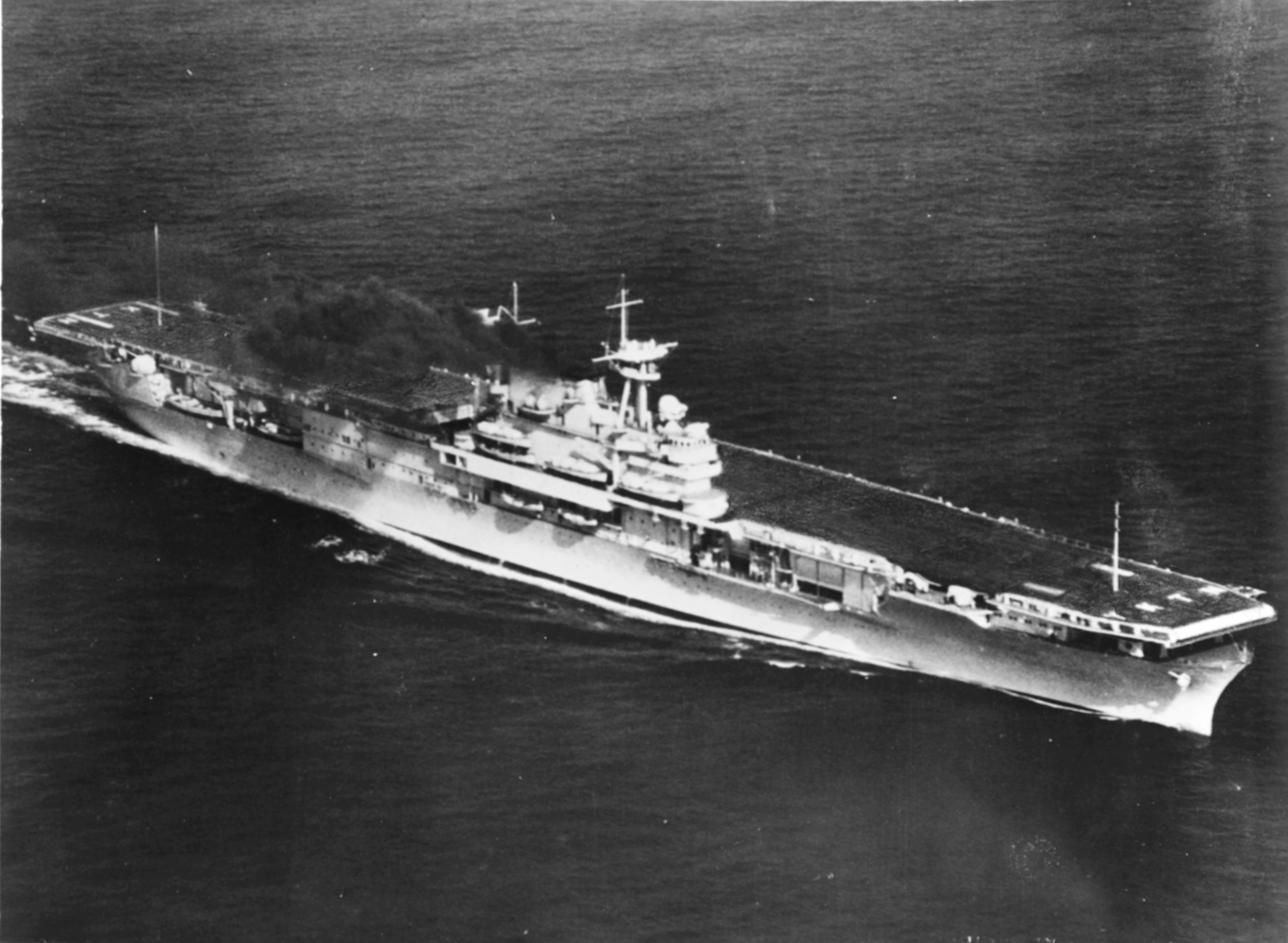
CV-5 «Йорктаун», 1937

В 1927 году Генеральный совет ВМФ выработал 5-летний план постройки пяти авианосцев водоизмещением 13 800 т, что вместе с «Лексингтоном» и «Саратогой» по 33 000 т каждый составило бы квоту в 135 000 т, разрешённую США Вашингтонским соглашением. После задержек, связанных с согласованием проекта и вопросов финансирования, 26 сентября 1931 года был заложен авианосец CV-4 «Рейнджер». Корабль водоизмещением 14 500 т нёс до 75 самолётов, был вооружён восемью 127-мм орудиями и имел скорость 29 узлов.
В целом проект был признан неудачным, так как минимальное эффективное водоизмещение авианосца считалось равным 20 000 т. Поэтому два последующих авианосца (CV-5 «Йорктаун» и CV-6 «Энтерпрайз») были построены по изменённому проекту c водоизмещением 20 100 т и максимальной скоростью 34 узла. Эти корабли предопределили внешний вид и архитектуру всех последующих американских авианосцев. Они имели сплошную полётную палубу, небольшую надстройку с трубой треногой мачтой по правому борту, три элеватора и катапульты на полётной и ангарной палубах. Авиагруппа составляла 80 самолётов.
После закладки «Энтерпрайза» у США в рамках вашингтонских ограничений оставалась небольшая квота в 14500 тонн. В результате был заложен авианосец CV-7 «Уосп» водоизмещением 12 700 т. Проект корабля представлял собой гибрид всех построенных ранее авианосцев. Он был легче «Рейнджера», однако длиннее его на 9 метров, имел два палубных и один выносной элеватор, развивал скорость до 30 узлов и нёс до 84 самолётов.
В 1938 году, в преддверии надвигающейся войны, конгресс США принял решение нарушить условия вашингтонского договора, одобрив строительство дополнительных авианосцев. В сентябре 1938 года по незначительно изменённому проекту «Йорктауна» был заложен авианосец CV-8 «Хорнет». Он вступил в строй за месяц до нападения Японии на Перл-Харбор и стал последним предвоенным авианосцем США.

## 1939—1945.Вторая мировая война

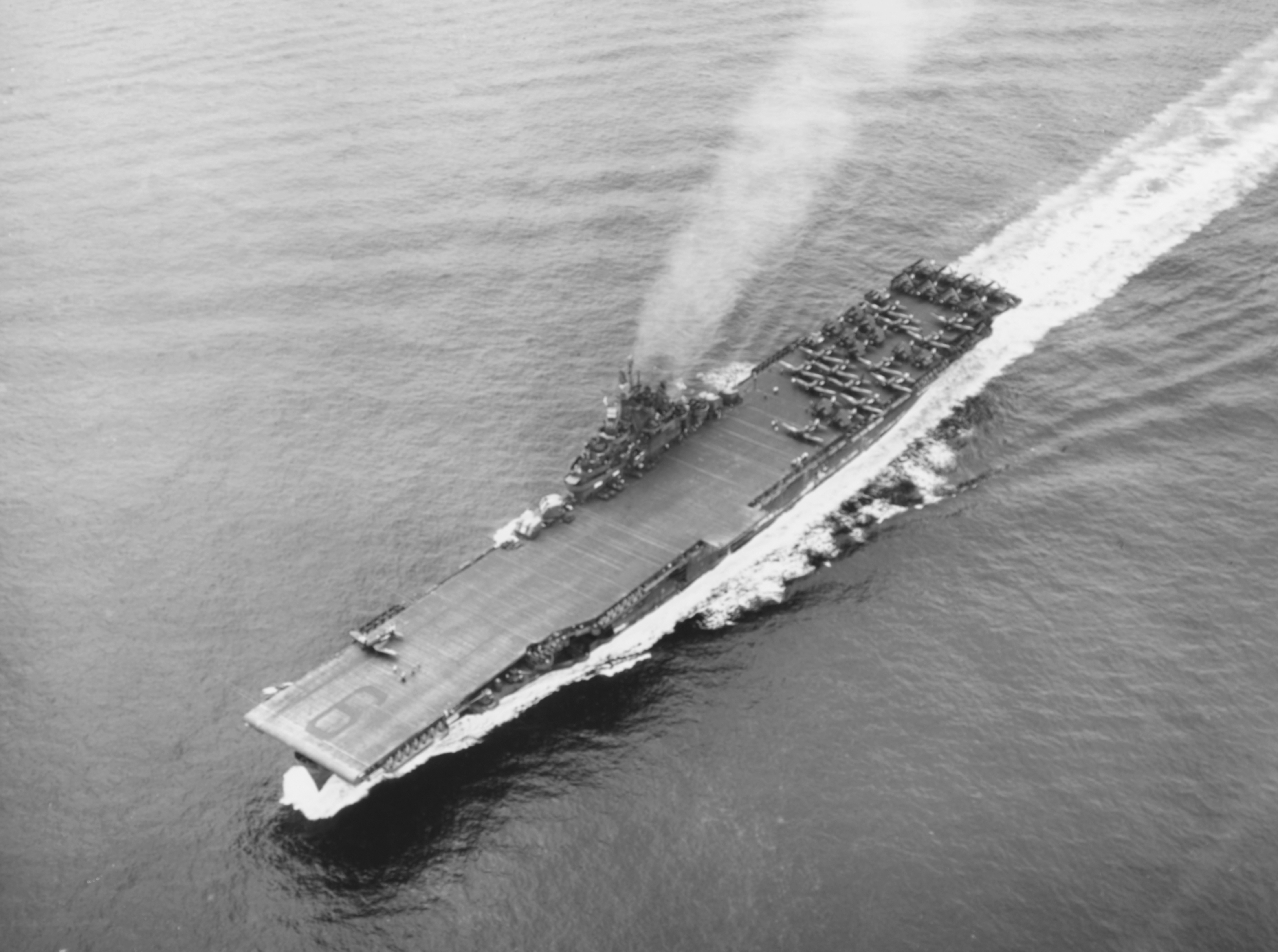
CV-9 «Эссекс», 1945

Активная фаза боевых действий во Второй мировой войне началась для США 7 декабря 1941 года нападением японского авианосного соединения на базу американского тихоокеанского флота Перл-Харбор. Однако ещё до этого момента, считая войну с Японией весьма вероятной, США начали подготовку к возможному развитию событий. В апреле 1940 года тихоокеанский флот был перебазирован в Перл-Харбор с целью сдерживания продвижения Японии в Ост-Индию.
В июне 1940 года конгресс принял «Билль об 11-процентном увеличении флота», в соответствии с которым в числе прочих кораблей была санкционирована постройка трёх авианосцев водоизмещением 27 100 т.

### Авианосцы типа «Эссекс»
Головной корабль серии, CV-9 «Эссекс» был заложен 28 апреля 1941 года, два других корабля — 1 декабря.

### Эскортные авианосцы типа «Лонг-Айленд»

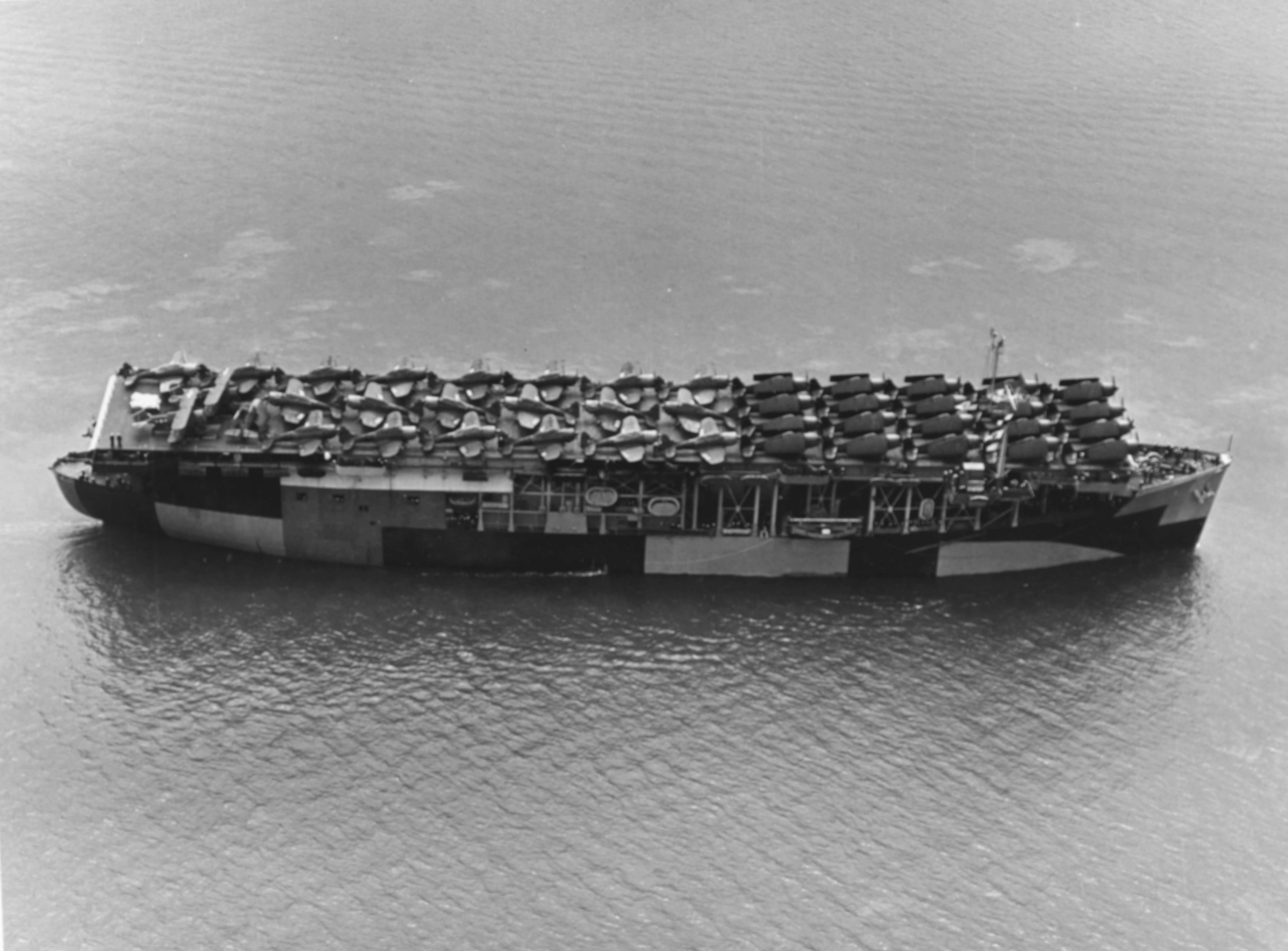
CVE-1 «Лонг-Айленд»

В начале 1940-х годов среднее время строительства авианосца в США составляло 3 года. Чтобы ускорить наращивание морской авиации, было решено переоборудовать в лёгкие авианосцы несколько транспортных судов типа С-3, массово производившихся американскими верфями. 6 марта 1941 года правительство приобрело с этой целью транспортные суда «Мормакмейл» и «Мормаклэнд». Переоборудование первого заняло менее 3 месяцев, и 2 июня авианосец вошёл в строй как вспомогательный авианесущий корабль AVG-1 «Лонг-Айленд». Из-за малого водоизмещения (около 8000 т) и скорости 16,5 узлов корабль не мог служить полноценным авианосцем и использовался для эскорта транспортных конвоев. Позднее этот класс кораблей получил название эскортных авианосцев, а «Лонг-Айленд» был реклассифицирован сначала во вспомогательный авианосец AVC-1, а затем в эскортный авианосец CVE-1. Работы по конверсии второго судна закончились 8 ноября 1941 года. Он был передан Королевскому флоту и вступил в строй под названием BAVG-1 «Арчер».

### Эскортные авианосцы типа «Эвенджер»
Во второй половине 1941 года было решено переоборудовать в эскортные авианосцы ещё четыре транспорта типа C-3. Авианосцы вошли в строй весной и летом 1942 года. По своим характеристикам эти корабли в основном повторяли первый эскортный авианосец «Лонг-Айленд».

### Накануне нападения на Перл-Харбор
К моменту начала войны на Тихом океане американский флот имел 7 эскадренных и 1 эскортный авианосец, из них три находились на Тихом океане. «Саратога» стояла в ремонте в Сан-Диего, а «Лексингтон» и «Энтерпрайз» базировались на Перл-Харбор.
Авианосцы ВМС США, декабрь 1941 года
| Номер | Авианосец     | Истребители       | Пикировщики            | Торпедоносцы               |
| ----- | ------------- | ----------------- | ---------------------- | -------------------------- |
| CV-2  | «Лексингтон»  | 18F2A «Буффало»   | 36 SBD «Доунтлесс»     | 18 TBD «Дивастейтор»       |
| CV-3  | «Саратога»    | 18 F4F «Уайлдкэт» | 36 SBD «Доунтлесс»     | 18 TBD «Дивастейтор»       |
| CV-4  | «Рейнджер»    | 18 F4F «Уайлдкэт» | 38 SB2U «Винидикейтор» | -                          |
| CV-5  | «Йорктаун»    | 18 F4F «Уайлдкэт» | 36 SBD «Доунтлесс»     | 18 TBD «Дивастейтор»       |
| CV-6  | «Энтерпрайз»  | 18 F4F «Уайлдкэт» | 36 SBD «Доунтлесс»     | 18 TBD «Дивастейтор»       |
| CV-7  | «Уосп»        | 18 F4F «Уайлдкэт» | 38 SB2U «Винидикейтор» | -                          |
| CV-8  | «Хорнет»      | 18 F4F «Уайлдкэт» | 36 SBC                 | 8 TBD «Дивастейтор», 7 SBN |
| CVE-1 | «Лонг-Айленд» | 7 F2A «Буффало»   | 36 SOC «Си Галл»       | -                          |

### Перл-Харбор

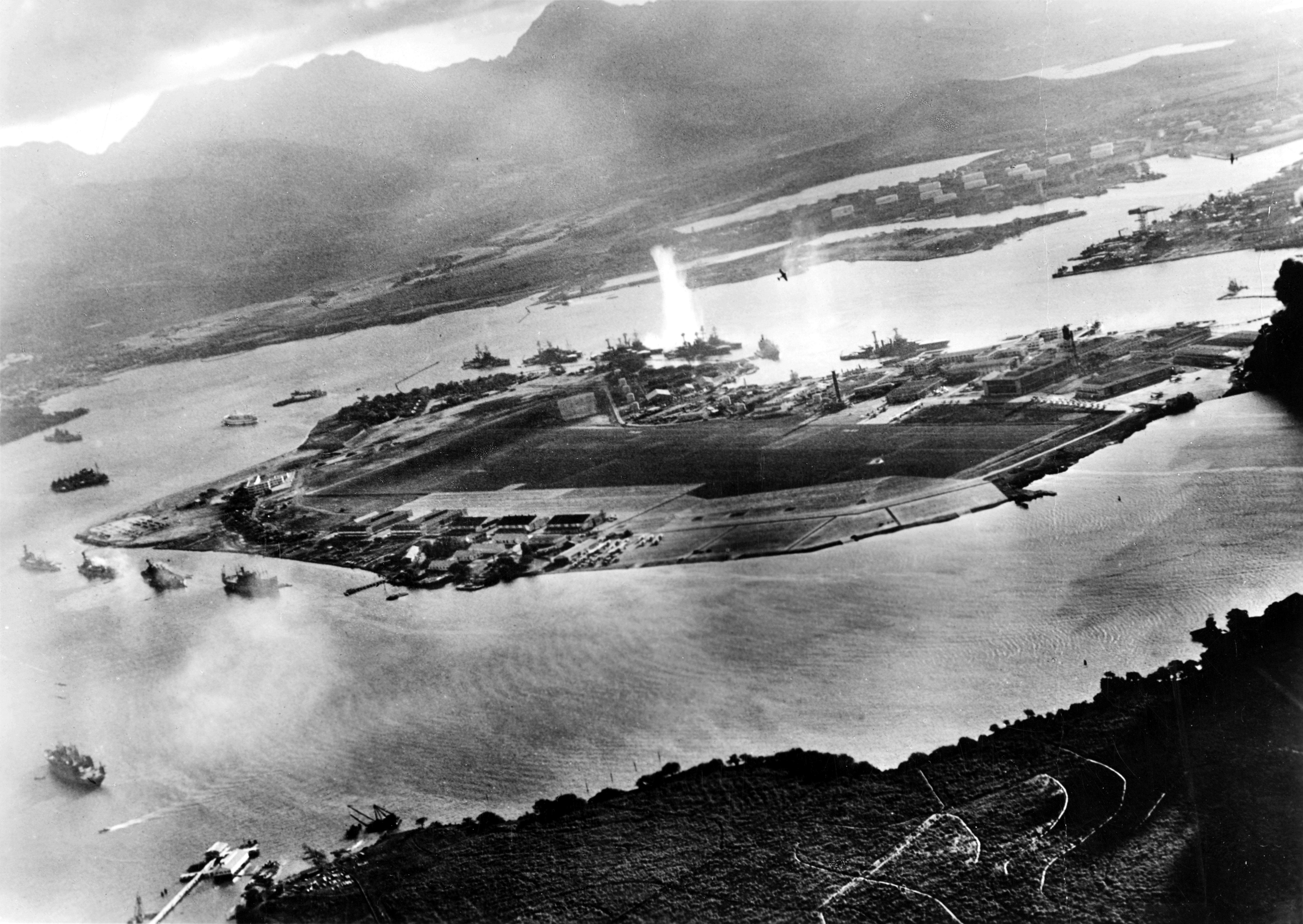
Японская авиация атакует линкоры у о. Форд

7 декабря 1941 года 350 самолётов с 6 японских авианосцев нанесли удар по военно-морской базе Перл-Харбор на о. Оаху Гавайского архипелага. В результате удара были полностью выведены из строя линейные силы тихоокеанского флота США и большая часть самолётов, базировавшихся на аэродроме острова. Авианосцы «Энтерпрайз» и «Лексингтон» не понесли потерь, так как в момент нападения находились за пределами базы, занимаясь транспортировкой самолётов на острова Уэйк и Мидуэй. Нападение японского флота на Перл-Харбор стало одной из самых успешных и хорошо спланированных военно-морских операций и считается одним из поворотных пунктов в истории флота. Очевидная демонстрация потенциальной мощи авианосцев и гибель линейных кораблей привели к тому, что авианосцы стали главной ударной силой американского флота и остаются ею до сегодняшнего дня.

### Первые месяцы войны

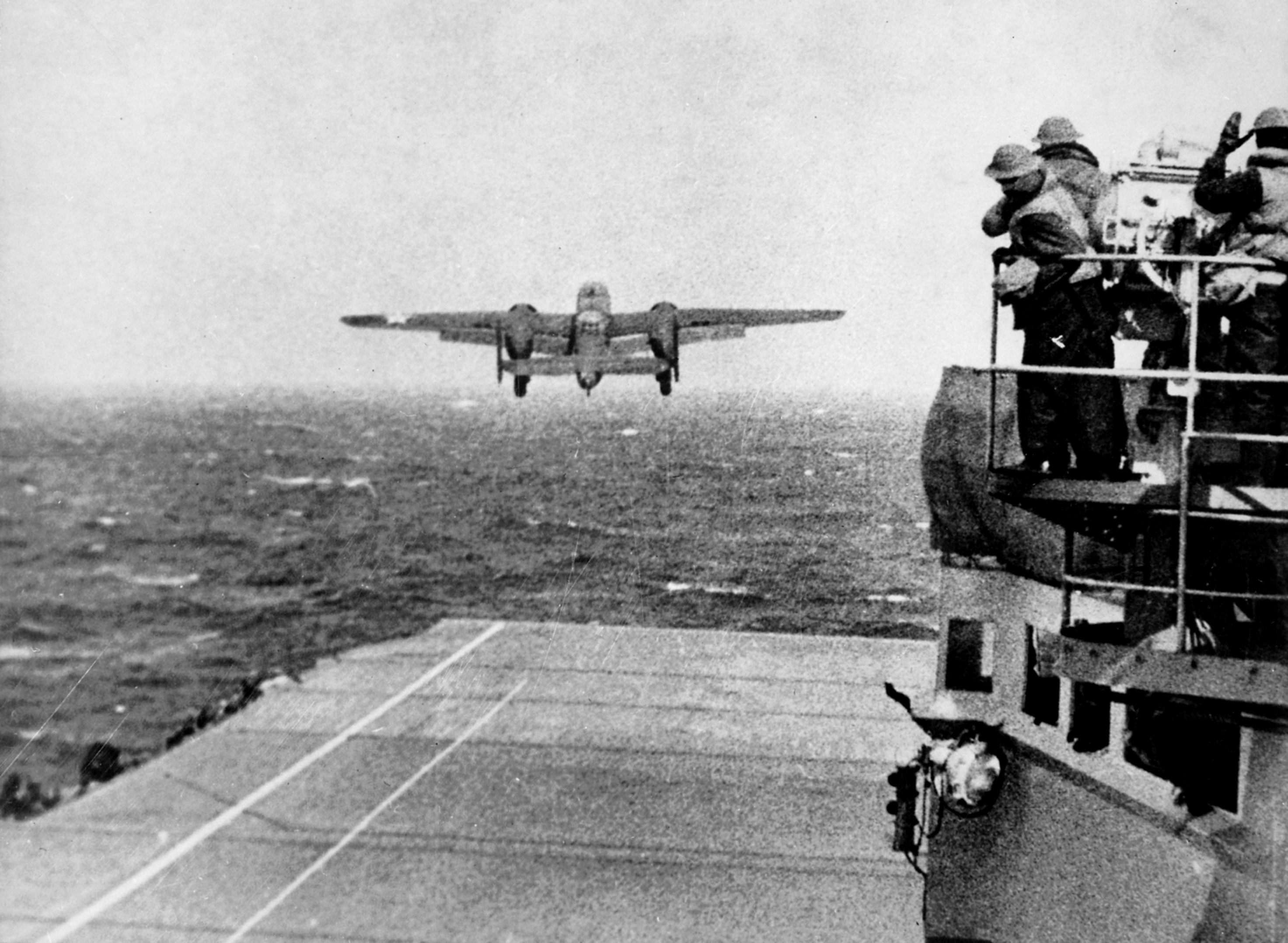
«Рейд Дулиттла»: бомбардировщик B-25 взлетает с авианосца CV-8 «Хорнет»

Главной целью японского наступления была богатая нефтью и другими природными ресурсами Ост-Индия. К концу мая 1942 года Японии ценой незначительных потерь удалось установить контроль над Юго-Восточной Азией и Северо-Западной Океанией. Американские, британские, голландские и австралийские войска потерпели сокрушительное поражение, потеряв все свои основные силы в этом регионе.
Стремительное продвижение Японии привело американский флот в замешательство. В первые месяцы войны он уклонялся от решительных сражений, проводя операции, рассчитанные скорее на моральный, чем на военный успех. В феврале 1942 года американские авианосцы подвергли бомбардировкам японские силы на Маршалловых островах, порт Рабаул в архипелаге Бисмарка и остров Уэйк. В марте, преодолев над перевалом высокую горную гряду Оуэн Стенли, американские самолёты нанесли удар по северному побережью Новой Гвинеи. В апреле был проведён легендарный «Рейд Дулиттла», во время которого армейские бомбардировщики B-25, взлетев с авианосца «Хорнет», находившегося в 650 милях от берегов Японии, нанесли бомбовый удар по Токио. Рейд, нанесший японской стороне лишь минимальный ущерб, имел широкий общественный и политический резонанс.

### Эскортные авианосцы типа «Боуг»

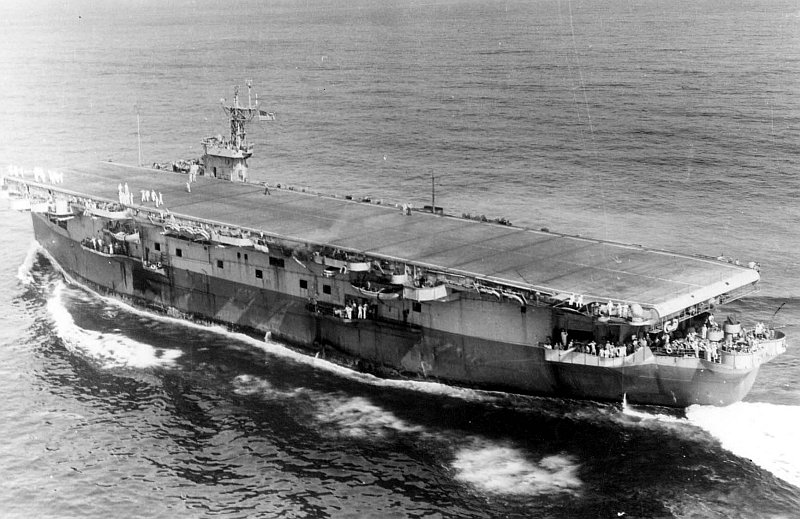
CVE-9 «Боуг», 1943

После атаки Перл-Харбора было решено приобрести ещё 24 корпуса транспортов типа C-3 для перестройки в эскортные авианосцы. Вскоре выяснилось, что немедленно пригоден для переоборудования только 21 корпус. По сравнению с авианосцами типов «Лонг-Айленд» и «Арчер» дизели в качестве главной энергетической установки были заменены турбинами, которые увеличили скорость авианосца с 17 до 19 узлов. Размеры полётной палубы составляли 135×25 м. Корабли имели 2 элеватора, 1 катапульту и могли нести до 30 самолётов. 10 авианосцев были переданы Великобритании. Вступление в строй переоборудованных кораблей приходится на период с июня 1942 по июль 1943 года.

### Эскортные авианосцы типа «Сэнгамон»

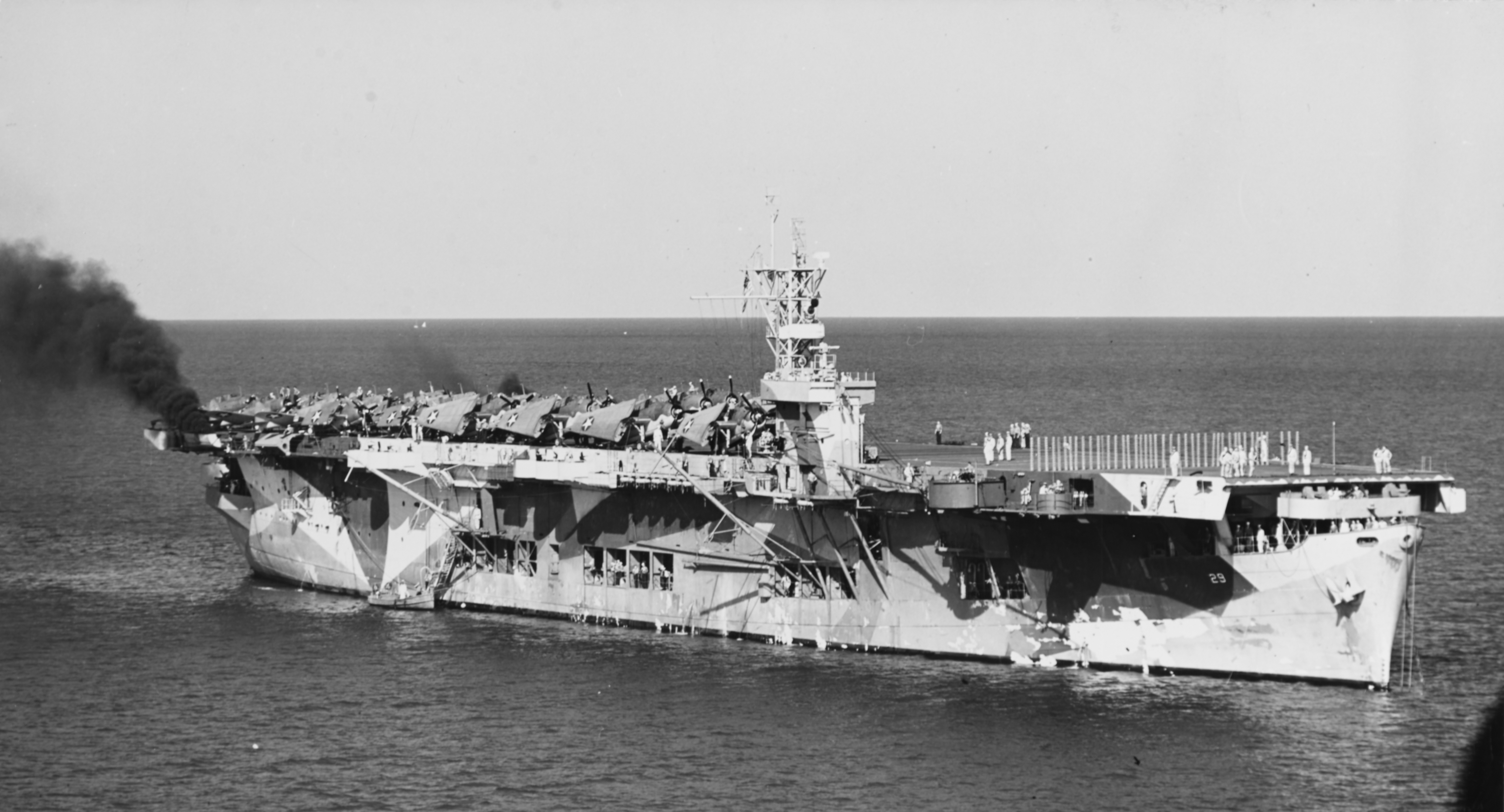
CVE-29 «Санти» типа «Сэнгамон», 1942

Поскольку корпуса транспортов типа С-3 имелись в недостаточном количестве для строительства 24 эскортных авианосцев, было решено приобрести для аналогичной конверсии 4 эскадренных танкера: «Сэнгамон», «Сэнти», «Суони» и «Шенанго». Эти танкеры имели водоизмещение около 7200 т, длину 169 м и скорость 19 узлов. После переоборудования они имели 2 элеватора и 1 катапульту (во время модернизации в конце 1944 года была добавлена вторая) и при одинаковой численности авиагруппы с авианосцами типа «Боуг» (30 самолётов) могли нести более крупные и тяжёлые самолёты. Все четыре авианосца вступили в строй после переоборудования в августе-сентябре 1942 года.

### Лёгкие авианосцы типа «Индепенденс»

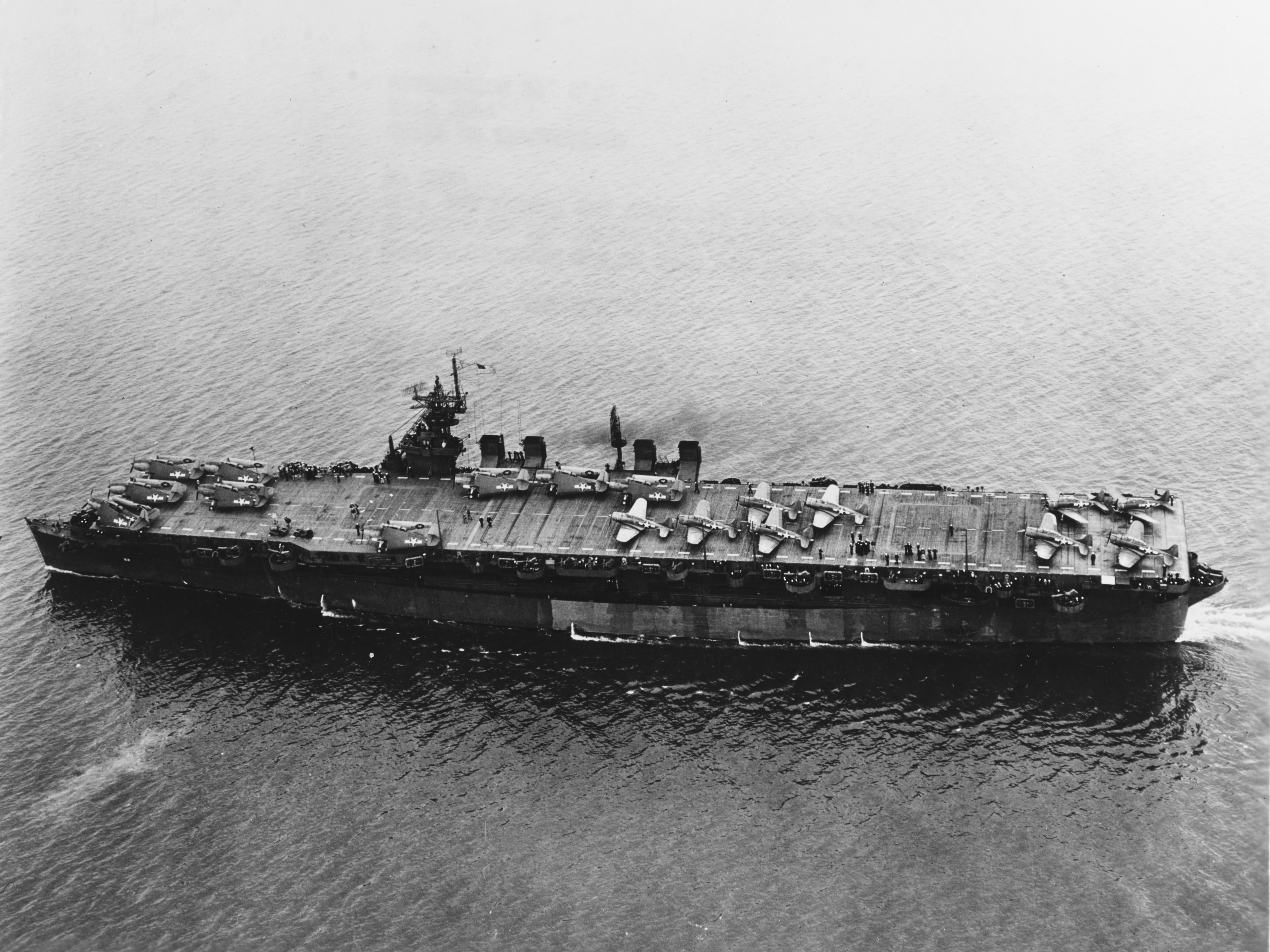
CVL-22 «Индепенденс», 1943

К концу 1941 года в постройке на верфях США находились 5 новых авианосцев типа «Эссекс» и ещё 8 были заказаны. Срок строительства эскадренного авианосца составлял около трёх лет. Поскольку в преддверии крупных морских битв флот нуждался в срочном пополнении, в январе 1942 года было решено переоборудовать в авианосцы лёгкие крейсера типа «Кливленд». Заказы на перестройку 9 крейсеров были размещены в январе-июле 1942 года. Первый переоборудованный авианосец CVL-22 «Индепенденс» (бывший CL-59 «Амстердам») должен был вступить в строй в январе 1943 года. Авианосец имел водоизмещение 11 000 т, был оборудован двумя элеваторами и одной катапультой и нёс около 30 самолётов. Противовоздушная оборона обеспечивалась несколькими десятками 20- и 40-мм автоматов. Корабль имел скорость более 31 узла, что позволяло ему действовать в составе быстроходных авианосных соединений.

### Сражение в Коралловом море

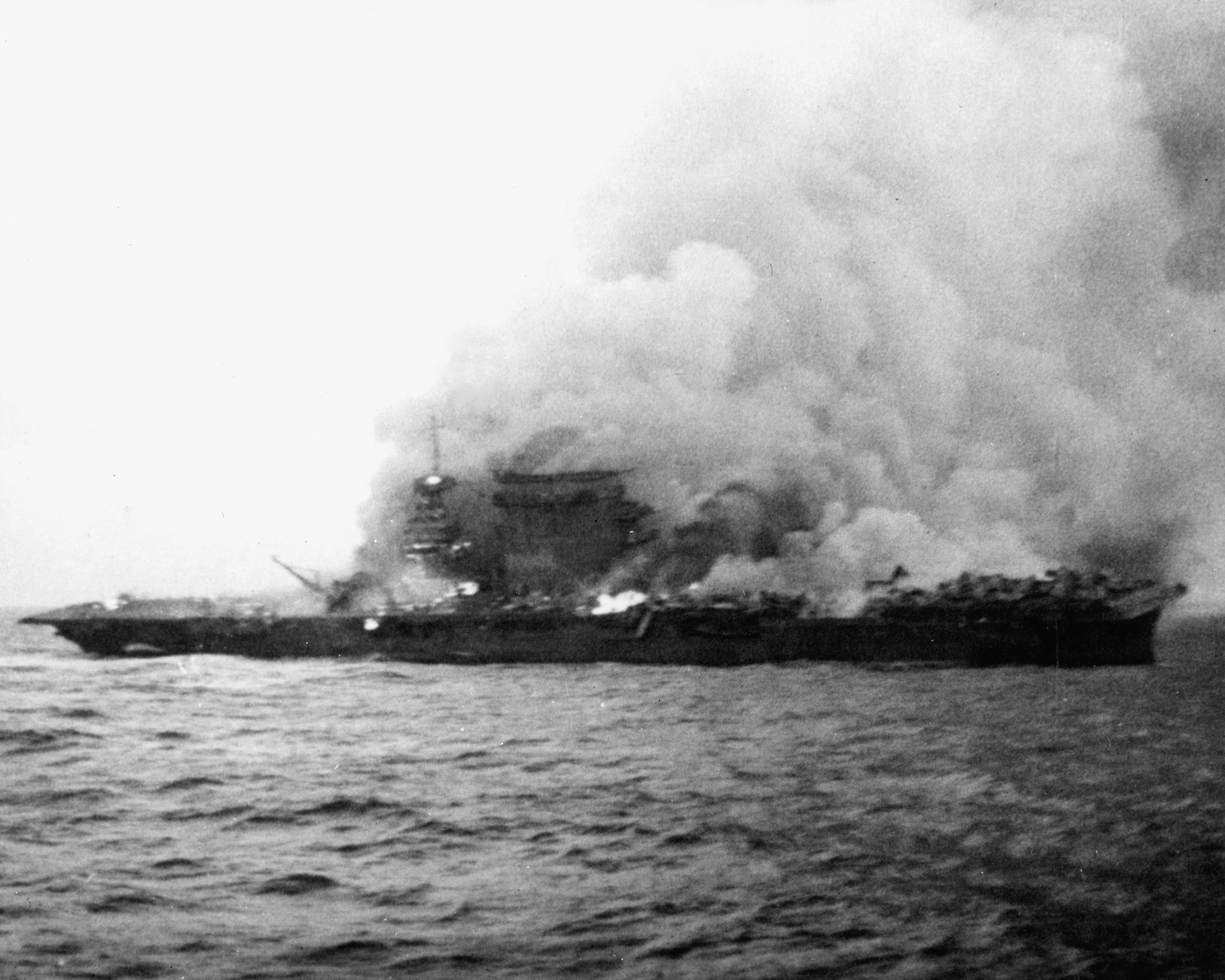
Гибель авианосца CV-2 «Лексингтон»

В мае 1942 года японское командование сделало попытку захватить Соломоновы острова и южную часть Новой Гвинеи. На первом этапе этой операции планировался захват Порт-Морсби. Основную роль в операции возлагалась на соединение вторжения, состоявшее из 11 войсковых транспортов и множества вспомогательных судов. Прикрытие с воздуха осуществляли два тяжёлых авианосца «Сёкаку» и «Дзуйкаку» и лёгкий авианосец «Сёхо». Противостояло им авианосное соединение адмирала Флетчера, имевшее в своём составе авианосцы «Лексингтон» и «Йорктаун». Сражение началось 3 мая высадкой японцев в Тулаги и ответными бомбардировками американцев. 5 мая в Коралловое море вошли японские авианосцы. Около двух суток авиаразведка обеих сторон пыталась найти корабли противника. 7 мая самолёты с авианосцев «Лексингтон» и «Йорктаун» потопили лёгкий авианосец «Сёхо», входивший в группу поддержки. На следующее утро во время обмена авиаударами погиб авианосец «Лексингтон», а авианосец «Сёкаку» получил повреждения палубы, делавшие невозможным взлёт и посадку самолётов. Лишившись половины авиационной поддержки, японское командование приняло решение отменить десантную операцию.
Несмотря на значительные потери в кораблях, американцы добились стратегической победы, сорвав высадку японцев в Порт-Морсби. Это была первая неудача японского флота с декабря 1941 года.

### Битва за Мидуэй

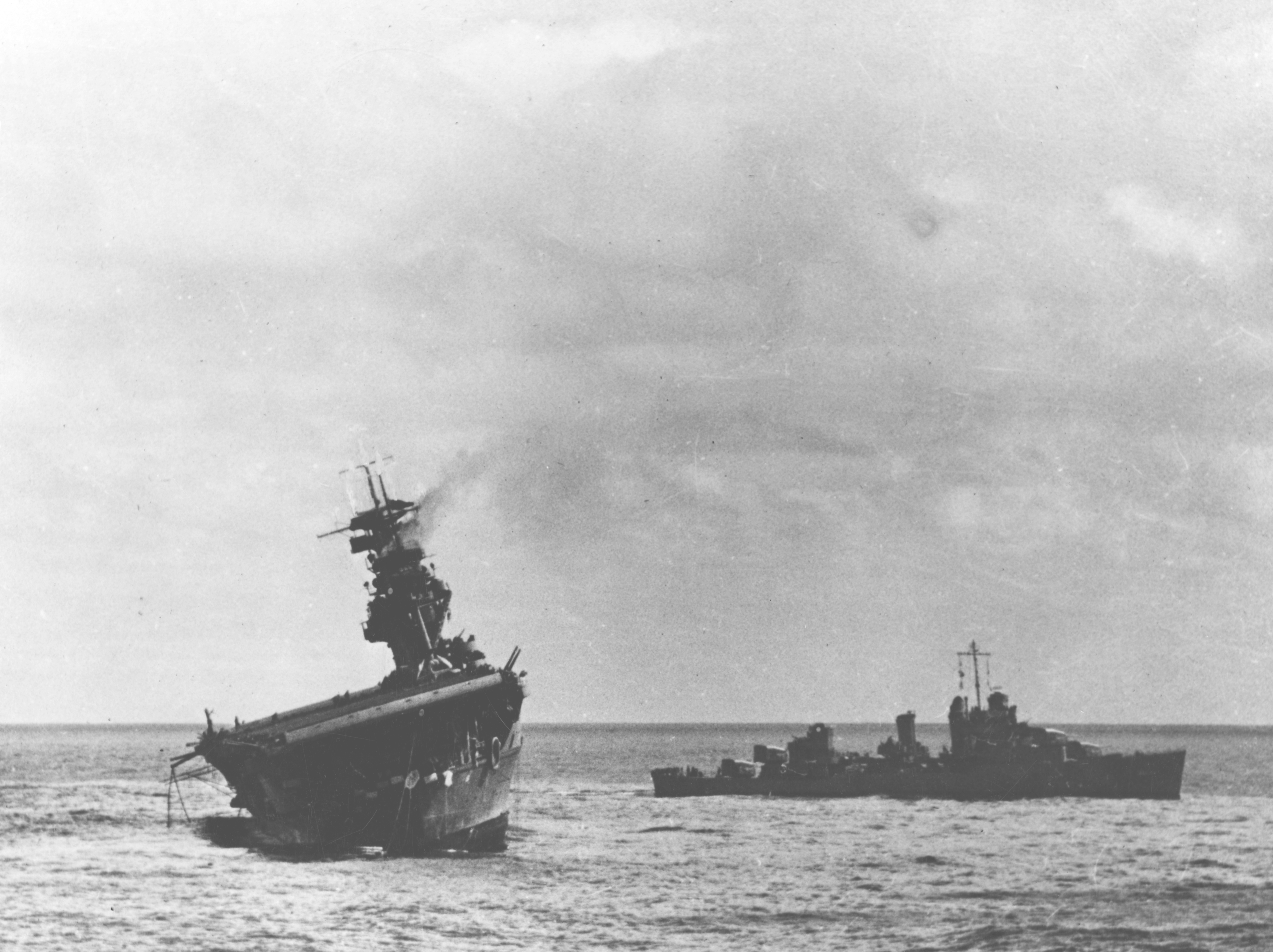
Повреждённый авианосец CV-5 «Йорктаун»

Потерпев неудачу в Коралловом море, японский флот сделал попытку захватить стратегически важный атолл Мидуэй, позволявший держать под постоянной угрозой базу ВМФ США Перл-Харбор. С японской стороны в сражении участвовали 4 эскадренных авианосца («Акаги», «Кага», «Хирю» и «Сорю»), которым противостояли американские авианосцы «Энтерпрайз», «Хорнет» и «Йорктаун». Боевые действия начались 3 июня безрезультатным американским авиаударом по соединению вторжения и налётом японской авиации на Мидуэй утром 4 июня. Тем же утром американцы, обнаружив основные силы противника, предприняли ряд безуспешных атак. Сражение проходило при подавляющем преимуществе японских истребителей «Зеро», которые уничтожили 5 бомбардировочных эскадрилий американцев, не позволив ни одному самолёту прорваться к цели. Роковую роль в этом сражении сыграл случай. 50 американских пикирующих бомбардировщиков вышли в атаку на японское соединение в тот момент, когда истребители прикрытия находились на малых высотах, отражая атаку торпедоносцев. В результате серьёзные повреждения получили 3 японских авианосца. Ответным ударом самолёты «Хирю» тяжело повредили авианосец «Йорктаун», однако, лишившись большей части истребителей, японцы не смогли противостоять последовавшему налёту американцев. Все четыре японских авианосца затонули в течение следующих суток. Тяжело повреждённый «Йорктаун» имел все шансы спастись, однако вечером 5 июня был торпедирован японской подводной лодкой и 7 июня затонул.
Битва за Мидуэй стала переломным моментом в войне на Тихом океане. Потерпев тяжёлые потери в корабельном составе и потеряв большую часть опытных лётчиков, японцы до конца войны не смогли восстановить свою военно-морскую мощь, и инициатива в боевых действиях перешла на сторону США.

### Авианосцы типа «Мидуэй»

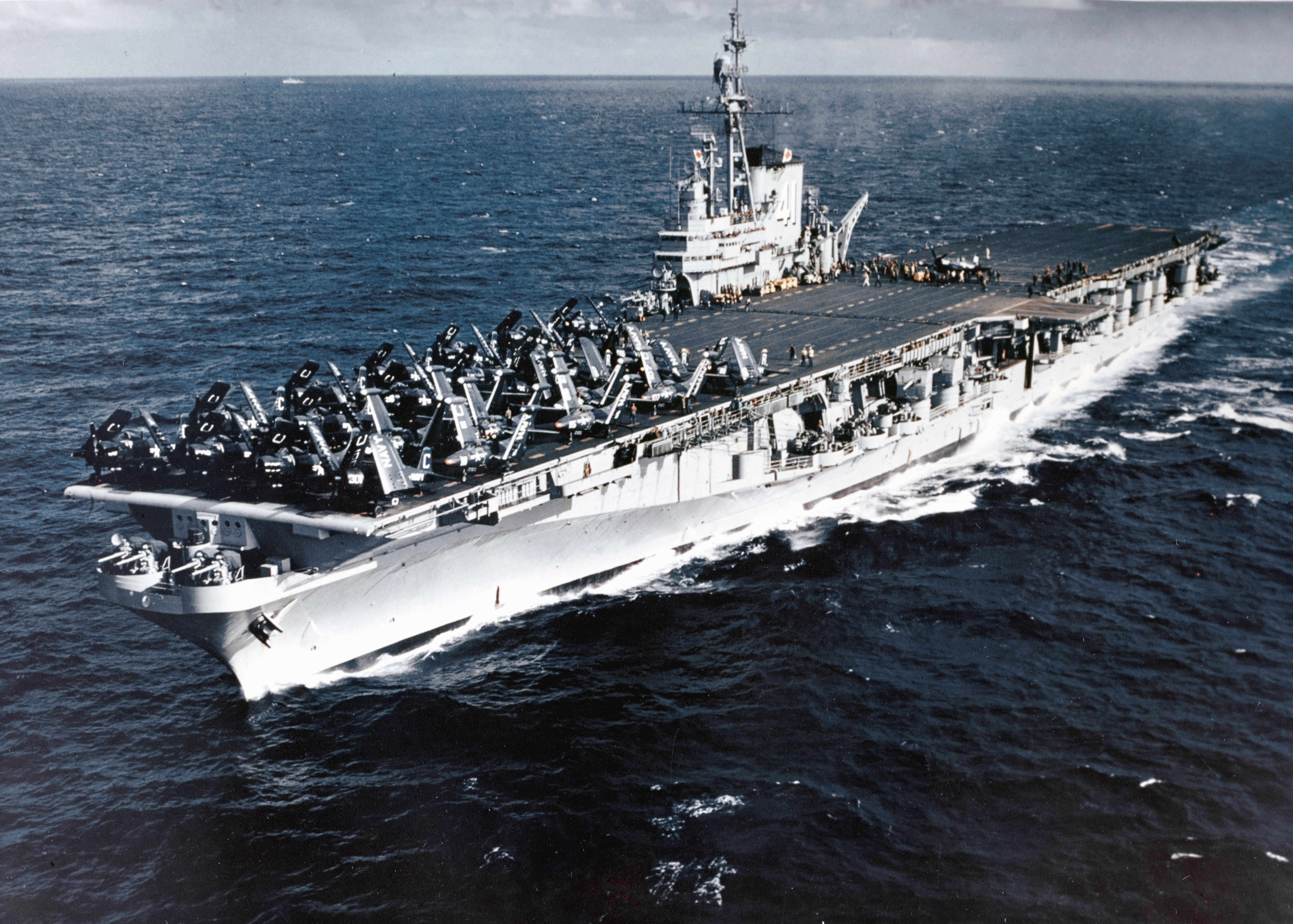
CV-41 «Мидуэй», 1952

Учитывая опыт сражений в Коралловом море и у атолла Мидуэй, США расширяли свою кораблестроительную программу. В августе 1942 года были размещены заказы на постройку 9 дополнительных авианосцев типа «Эссекс», а также головного корабля новой серии авианосцев CVB-41 «Мидуэй». Имея водоизмещение 45 000 тонн он был классифицирован как «большой авианосец» (CVB) и должен был стать самым крупным боевым кораблём, когда-либо построенным на верфях США. Авианосец имел 3 элеватора, 2 катапульты и нёс 137 самолётов. Скорость его составляла 33 узла. В качестве средств ПВО были установлены 18 дальнобойных 127-мм орудия, 84 — 40-мм и 82 — 20-мм зенитных автомата[./Авианосцы_США#cite_note-П1-335-18 [18]].

### Эскортные авианосцы типа «Принц Уильям»
Летом 1942 года заказал крупную партию новых эскортных авианосцев. 24 из них имели корпуса серии С-3 с турбинными установками. Серия получила название по первому кораблю CVE-31 «Принц Уильям», однако отличия от авианосцев типа «Боуг» были незначительны, поэтому авианосцы обычно относят к одном типу. Корабли были достроены в апреле 1943 — феврале 1944 года и в полном составе переданы Великобритании.

### Эскортные авианосцы типа «Касабланка»

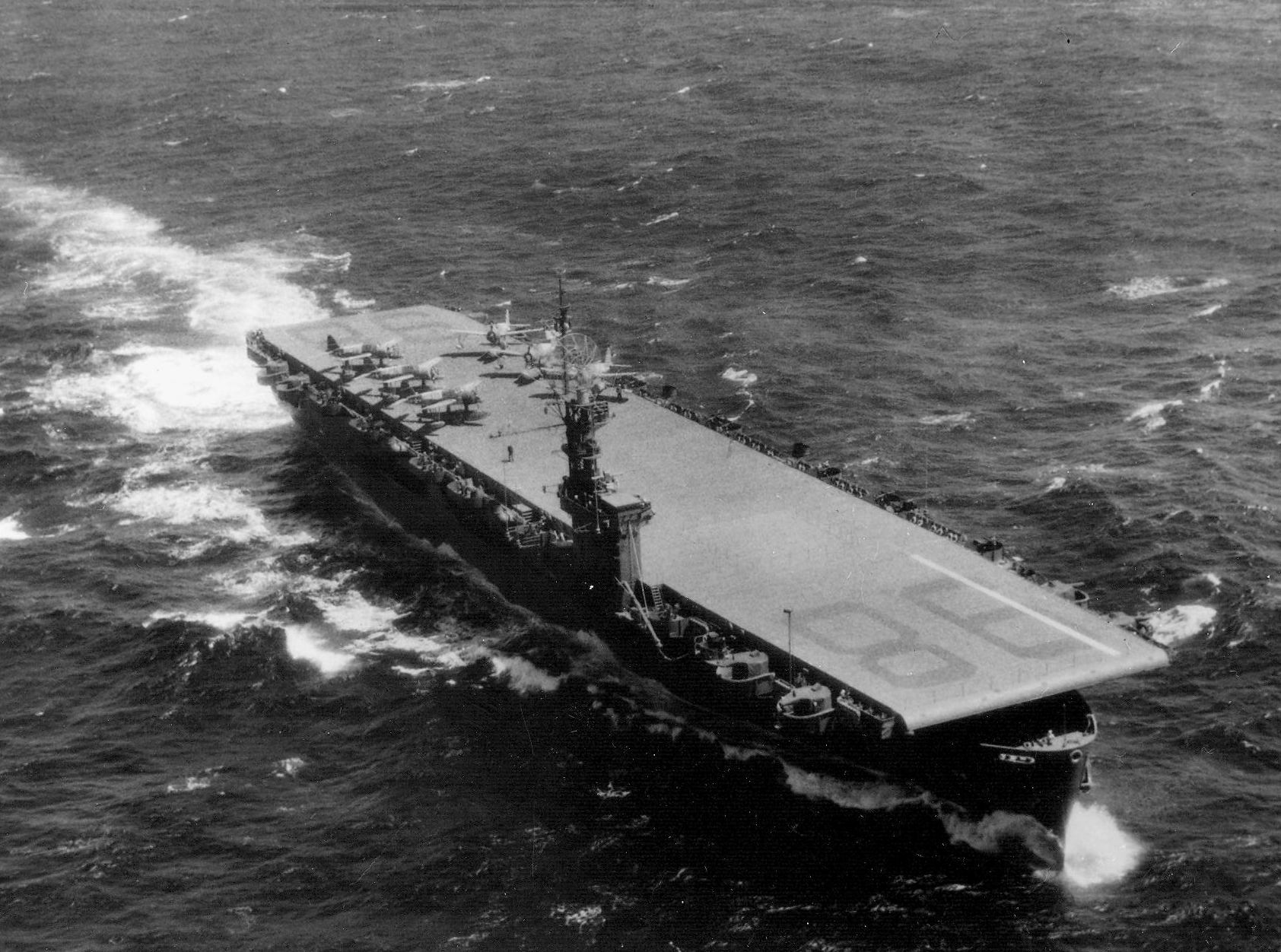
CVE-98 «Кваджелейн» типа «Касабланка»

В 1942 году фирма «Гиббс и Кокс» в инициативном порядке подготовила проект эскортного авианосца, рассчитанный на массовое производство. Промышленник Генри Кайзер смог заинтересовать проектом Франклина Рузвельта. Авианосцы имели водоизмещение 6780 т, длину 150 м и скорость 18 узлов. Первый корабль серии был заложен в ноябре 1942 года. За год с 8 июля 1943 по 8 июля 1944 года флоту было передано 50 авианосцев. Корабли имели 1 катапульту, 2 элеватора и несли около 30 самолётов (или 90 разобранных самолётов в качестве авиатранспорта).

### Бой у Восточных Соломоновых островов
Третье по счёту столкновение авианосных флотов США и Японии произошло 23 августа 1942 года восточнее острова Гуадалканал. За две недели до этого, 6 августа, на остров при поддержке авианосцев «Энтерпрайз», «Саратога» и «Уосп» был высажен американский десант из 19 000 морских пехотинцев, который обратил в бегство 600 солдат японского гарнизона. Японское командование пыталось восстановить контроль над островом, в ночное время доставляя туда технику и армейские подразделения. Решающая попытка была предпринята 23 августа. Авианосцы «Сёкаку», «Дзуйкаку» и лёгкий авианосец «Рюдзё» должны были обеспечить японцам превосходство в воздухе. После того, как войсковые транспорты японцев были обнаружены авиаразведкой, японцы выдвинули вперёд «Рюдзё», который должен был послужить приманкой для американских авианосцев. Американские самолёты атаковали и потопили «Рюдзё», ответным ударом японские самолёты тяжело повредили «Энтерпрайз», который, тем не менее, не потерял боеспособности. Авианосцы «Сёкаку», «Дзуйкаку» остались невредимыми, однако в боях с американской авиацией потеряли значительную часть самолётов. После того, как американским самолётам удалось потопить армейский транспорт с десантом водоизмещением 9300 т и эсминец сопровождения, японское командование приняло решение прекратить высадку.

### Гибель авианосца «Уосп»

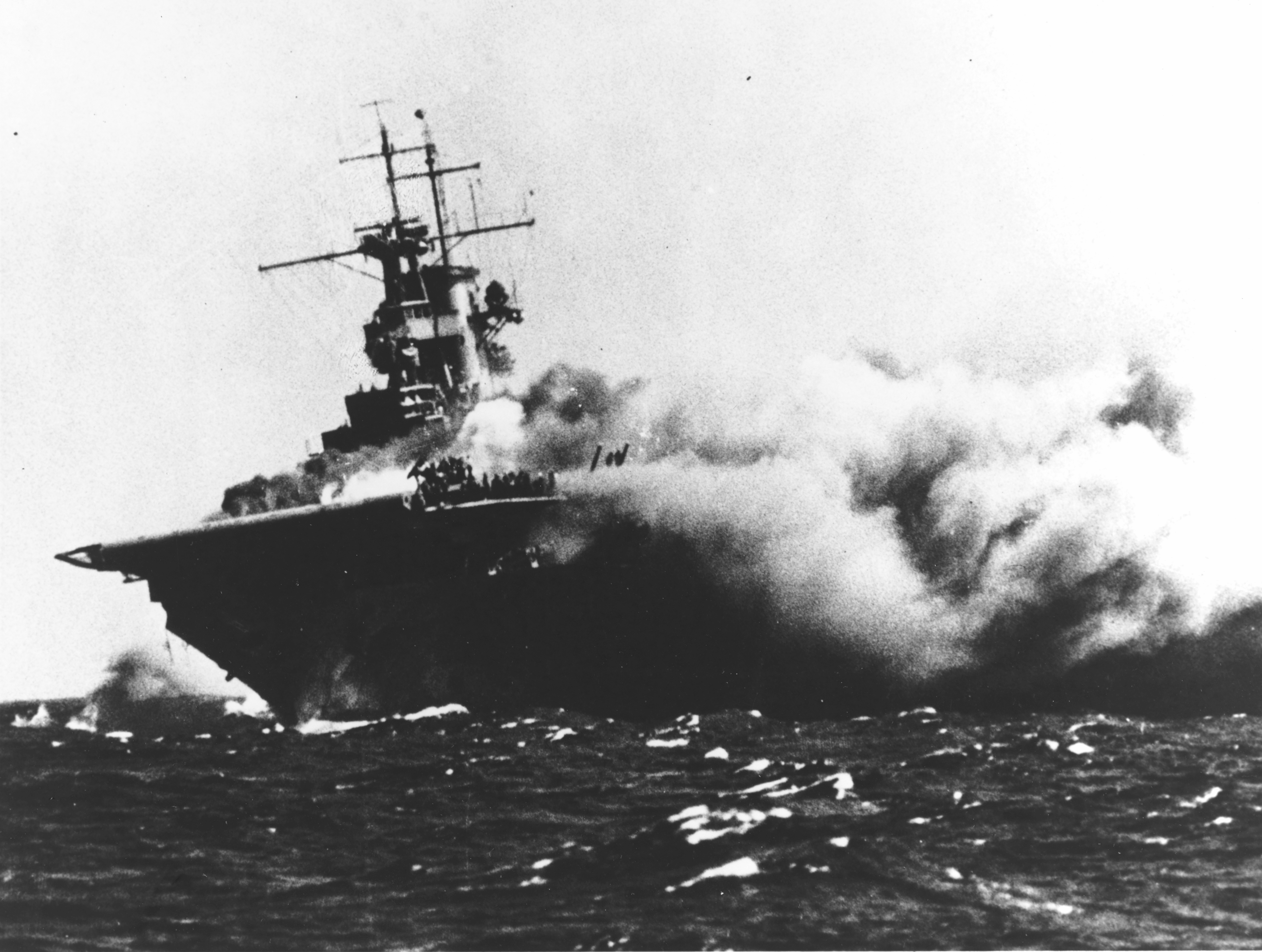
Гибель авианосца CV-7 «Уосп»

После боя у Восточных Соломоновых островов японские подводные лодки провели против американских авианосцев несколько удачных операций. 31 августа 1942 года лодка I-26 торпедировала «Саратогу», повредив машинную установку. Ремонт корабля занял 3 месяца. 6 сентября лодка I-11 провела неудачную атаку на «Хорнет». Торпеда была сбита с курса глубинной бомбой, сброшенной с американского самолёта. 15 сентября лодка I-15 выпустила в «Уосп» 6 торпед, из которых 3 попали в цель. На авианосце начался пожар, который привёл к взрыву паров бензина, и к вечеру авианосец затонул. После этого единственным боеспособным американским авианосцем на Тихом океане остался «Хорнет».

### Бой у островов Санта-Крус
Четвёртый бой авианосцев произошёл 25 октября 1942 года, когда японцы предприняли очередную попытку отбить у американской морской пехоты аэродром Гендерсон на острове Гуадалканал. Поддержку с воздуха обеспечивали 200 самолётов с двух эскадренных авианосцев «Сёкаку» и «Дзуйкаку», среднего авианосца «Дзуньё» и лёгкого авианосца «Дзуйхо». Американский флот мог противопоставить им только «Хорнет», недавно вышедший из ремонта «Энтерпрайз» и базовые самолёты с аэродрома Гендерсон. В результате обмена ударами были выведены из строя японские авианосцы «Сёкаку» и «Дзуйхо» и тяжело повреждён «Хорнет», лишившийся хода. Вскоре после этого был повреждён «Энтерпрайз», однако не утратил способности действовать самолётами. После этого оба американских авианосца стали уходить из зоны боевых действий. Японские самолёты сумели найти уходящие авианосцы и добились попадания в «Хорнет», после чего обречённый корабль был добит эсминцами сопровождения.
«Энтерпрайз», оставшийся единственным боеспособным авианосцем США на Тихом океане, принимал эпизодическое участие в дальнейшем сражении. Исход битвы за Гуадалканал был решён 14 ноября, когда американские самолёты потопили большую часть транспортных судов с японскими силами вторжения. В начале февраля японские войска были эвакуированы с острова.

### Наступление летом 1943 года
К лету 1943 года примерное равенство авианосных сил на Тихом океане кардинально изменилось в пользу США. В строй начали входить крупные серии авианосцев, заложенные в начале войны и в последние предвоенные годы. К середине июня 1943 года в строй вошли 4 авианосца типа «Эссекс» (CV-9 «Эссекс», CV-10 «Йорктаун», CV-16 «Лексингтон», CV-17 «Банкер-Хилл») и 5 лёгких авианосцев типа «Индепенденс» (CVL-22 «Индепенденс», CVL-23 «Принстон», CVL-24 «Белло-Вуд», CVL-25 «Каупенс», CVL-26 «Монтерей»). Включая «Саратогу» и «Энтерпрайз», американский флот имел на Тихом океане 6 эскадренных, 5 лёгких и множество эскортных авианосцев. Одновременно с новыми авианосцами появился новый палубный истребитель F6F «Хеллкэт», первый американский самолёт, который во всех отношениях превосходил японский «Зеро».
Новые авианосцы вступили в бой 1 сентября 1943 года, когда «Эссекс», «Йорктаун» и «Индепенденс» атаковали занятый японцами остров Маркус. 18-19 сентября «Лексингтон», «Принстон» и «Белло-Вуд» нанесли удары по островам Тарава и Макин. 5—6 октября все шесть авианосцев атаковали о. Уэйк.

### Битва за Тараву
В середине 1943 года было решено захватить несколько островов из состава Гилбертовых и Маршалловых, чтобы получить базы для завоевания господства в воздухе в центральной части Тихого океана. В октябре и ноябре палубная авиация наносила удары по японским объектам в этом районе, а 20 ноября американские войска высадились на островах Тарава и Макин. Битва за Тараву стала одним из самых кровопролитных сражений в истории десантных операций, однако сопротивление японцев в воздухе было слабым. Самой серьёзной потерей американского флота стала гибель эскортного авианосца «Лиском-Бей», торпедированного японской лодкой I-175.

### Битва в Филиппинском море
Битва в Филиппинском море 19 июня 1944 года стала крупнейшим в мировой истории сражением авианосцев. В нём с обеих сторон участвовало 24 авианосца, не считая эскортных, и более 1200 самолётов.
К началу 1944 года стратегическая ситуация на Тихом океане склонилась в пользу США. Американцы захватили Эниветок, Майдзуро, Кваджелейн и регулярно атаковали авианосцами Трук и Палау, пробив брешь в японском оборонительном периметре. Японское командование приняло решение дать бой американскому флоту в районе Марианских островов как только американский флот появится в этом районе. Японский флот состоял из трёх дивизий авианосцев. 1-я включала новейший эскадренный авианосец «Тайхо», а также эскадренные авианосцы «Сёкаку» и «Дзуйкаку»; 2-я — средние авианосцы «Хиё» и «Дзуньо» и лёгкий «Рюхо»; 3-я состояла из лёгких авианосцев «Титосэ», «Тиёда» и «Дзуйхо». Авианосцы несли более 440 самолётов, однако их пилоты не имели практически никакого боевого опыта.
6 июня 1944 года американцы вторглись на Марианские острова, высадив десанты с целью захвата ключевых баз на островах Сайпан, Гуам и Тиниан. 15 американских авианосцев оперативного соединения 58 («Энетрпрайз», «Саратога», 6 типа «Эссекс» и 7 типа «Индепенденс») поддерживали десанты с воздуха и находились в постоянной готовности на случай появления японских кораблей. Ещё 11 эскортных авианосцев осуществляли поддержку с воздуха высадившихся частей и судов снабжения.
15 июня японский флот вошёл в Филиппинское море и поднял самолёты-разведчики в поисках противника, обнаружив американские авианосцы только 18 июня. 19 июня японские самолёты нанесли удар, но безрезультатно, так как самолёты были перехвачены американскими истребителями или отвлечены выдвинутым вперёд соединением линейных кораблей. Японцы потеряли 275 самолётов из 440, потери американцев составили 23 машины. В тот же день американская подводная лодка «Альбакор» торпедировала 1 торпедой авианосец «Тайхо», а лодка «Кавэлла» тремя торпедами — авианосец «Сёкаку».
На «Сёкаку» начался пожар, и через несколько часов он пошёл на дно. Повреждения «Тайхо» были незначительны, однако из-за ошибки аварийной команды произошёл взрыв паров безнина и авианосец затонул.
Несмотря на то, что у японцев оставалось не более 100 самолётов, они намеревались дать американцам решительный бой. Однако за три часа до заката японский флот был обнаружен американскими самолётами-разведчиками. Немедленно с американских авианосцев было поднято более 200 самолётов. В коротком бою авианосец «Хиё» был потоплен, самый большой из оставшихся на плаву авианосцев «Дзуйкаку» был тяжело повреждён и находился на грани гибели. Остальные авианосцы получили незначительные повреждения. На палубах уцелевших японских авианосцев оставалось всего 34 самолёта. На обратном пути около 100 американских самолётов вынуждены были сесть на воду из-за нехватки горючего и невозможности обнаружить в темноте свои авианосцы, однако большинство лётчиков было спасено
Той же ночью японский флот получил приказ отходить. Попытка американцев организовать погоню закончилась безрезультатно.

### Захват Сайпана
Пока к западу от Сайпана шла величайшая в истории флота битва авианосцев, американская морская пехота, высадившаяся на острове, очищала Сайпан от японского гарнизона. Поддержку морской пехоты с воздуха осуществляли 7 эскортных авианосцев, включая «Нетома Бей», «Манила Бей», «Фэншо Бэй», «Калинин Бэй». Вечером 17 июня японские бомбардировщики атаковали американские корабли. «Фэншо Бэй» получил 250-фн бомбу в кормовой элеватор и был вынужден вернуться на Эниветок для ремонта. В конце июля американская авиация впервые применила «зажигательные бомбы» — подвесные баки, заполненные смесью бензина и напалма. 10 августа Сайпан был полностью очищен от японцев.
Потеря Сайпана стала сильным психологическим ударом для Японии, поскольку остров составлял часть предвоенной японской территории.

### Окончание Марианской кампании
21 июля 1944 года морская пехота США высадилась на о. Гуам, расположенный в 100 милях южнее о. Сайпан. Поддержку с воздуха осуществляли 5 эскортных авианосцев: «Коралл Си», «Коррехидор», «Шенанго», «Сэнти» и «Суони».
24 июля при поддержке эскортных авианосцев «Феншо Бей», «Калинин Бей», «Гэмбир Бей», «Киткен Бей», «Мидуэй», «Нехента Бей» и «Уайт Плейнз» началась высадка на о. Тиниан, отделённый от о. Сайпан узким 3-километровым проливом.
Одновременно оперативная Группа 58.3 («Энтерпрайз», «Лексингтон», «Принстон» и «Сан Хасинто») под командованием Митчера нанесла удар по Япу и Улити, оперативные группы 58.2 («Банкер Хилл», «Уосп», «Кэбот» и «Монтерей») и 58.4 («Каупенс», «Эссекс» и «Лэнгли») атаковали Палау, оперативная группа
58.1 контр-адмирала Кларка («Батаан», «Белло Вуд», «Хорнет», «Йорктаун») атаковали острова Бонин и Волкано, а затем острова Хахадзима, Титидзима, Иводзима.
К 1 августа был уничтожен японский гарнизон Тиниана, а к 10 августа — захвачен о. Гуам. На этом закончилась Марианская кампания. В течение двух месяцев 15 быстроходных и 12 эскортных авианосцев
американского 5-го Флота уничтожили 1223 японских самолета и потопили корабли общим водоизмещением около 110000 тонн, потеряв 358 самолетов. Японский авианосный флот практически прекратил своё существование.

## 1945—1950. Первыепослевоенные годы

### Итоги войны
Опыт боевых действий Второй мировой войны показал, что главной ударной силой на море стал авианосец. Линейным кораблям осталась роль вспомогательного средства для сопровождения авианосных соединений. США, создавший за годы войны крупнейший авианосный флот, превратилась в первую морскую державу мира.
Опыт войны показал также, что авианосная авиация, обладая более квалифицированными лётчиками и большей мобильностью и подвижностью, всегда превосходит по боеспособности базовую авиацию. Даже британские авианосцы с относительно малым числом самолётов практически безнаказанно действовали в Средиземном море, в зоне действия базовой авиации Италии и Германии. Из 25 авианосцев, погибших во Вторую мировую войну, только 1 был потоплен базовым самолётом.
Тем не менее, в годы холодной войны у авианосцев появился серьёзный соперник — атомное оружие и ракеты. В наступившую ракетно-ядерную эпоху авианосцам предстояло доказать свою незаменимость.

### Послевоенная реорганизация ВМС США
После войны американский флот подвергся значительным сокращениям. Из 1500 боевых кораблей всех классов к 1947 году осталось только 270. Из 99 авианосцев, находившихся в составе флота в середине 1945 года, к концу 1947 года осталось 20.
Авианосцы ВМС США по типам
| Тип авианосца                                | Кол-во (1945) | В пост- ройке (1945) | Кол-во (1947) | Примечания            |
| Ударные                                      | Ударные       | Ударные              | Ударные       | Ударные               |
| -------------------------------------------- | ------------- | -------------------- | ------------- | --------------------- |
| Авианосцы типа «Мидуэй»                      |               | 3                    | 3             |                       |
| Авианосцы типа «Эссекс»                      | 17            | 7                    | 8             |                       |
| Авианосцы типа «Йорктаун»                    | 1             |                      |               | CV-6 «Энтерпрайз»     |
| Авианосцы типа «Рейнджер»                    | 1             |                      |               | CV-4 «Рейнджер»       |
| Авианосцы типа «Лексингтон»                  | 1             |                      |               | CV-3 «Саратога»       |
| Лёгкие                                       |               |                      |               |                       |
| Авианосцы типа «Индепенденс»                 | 8             |                      |               |                       |
| Авианосцы типа «Сайпан»                      |               | 2                    | 2             |                       |
| Эскортные                                    |               |                      |               |                       |
| Эскортные авианосцы типа «Комменсмент Бей»   | 10            | 9                    | 7             |                       |
| Эскортные авианосцы типа «Касабланка»        | 45            |                      |               |                       |
| Эскортные авианосцы типа «Сэнгамон»          | 4             |                      |               |                       |
| Эскортные авианосцы типа «Эвенджер»          | 1             |                      |               | CVE-30 «Чарджер»      |
| Эскортные авианосцы типа «Боуг» (1-я группа) | 9             |                      |               |                       |
| Эскортные авианосцы типа «Боуг» (2-я группа) | 1             |                      |               | CVE-31 «Принс Уильям» |
| Эскортные авианосцы типа «Лонг Айленд»       | 1             |                      |               | CVE-1 «Лонг-Айленд»   |
| Всего                                        | 99            | 21                   | 20            |                       |

В августе 1945 года была отменена постройка двух заложенных авианосцев типа «Эссекс» (CV-35 «Репризал» и CV-46 «Иводзима») и 16 ещё не заложенных эскортных авианосцев. Устаревшие авианосцы «Саратога» и «Индепенденс» послужили мишенями при испытании ядерного оружия на атолле Бикини. Недостроенный авианосец CV-35 «Репризал» был потоплен в качестве мишени в 1948 году при испытании торпед и мин в бухте Чесапик. Недостроенный CV-46 «Иводзима» и устаревшие «Рейнджер» и 10 эскортных авианосцев типа «Касабланка» были разобраны на металл. Эскортные авианосцы «Атту», «Чарджер», «Лонг Айленд» и «Сэнгамон» были перестроены в коммерческие суда.
Из оставшихся кораблей 16 ударных, 7 лёгких и 59 эскортных авианосцев были переведены в резервный флот и законсервированы. К концу 1947 года в составе ВМС США осталось 20 авианосцев. Ни один из них не участвовал в боях, большая часть была достроена уже в послевоенное время.
Авианосцы ВМС США на конец 1947 года
| Авианосцы типа «Мидуэй» | Авианосцы типа «Эссекс» | Авианосцы типа «Сайпан» | Эскортные авианосцы типа «Комменсмент Бей» |
| ----------------------- | ----------------------- | ----------------------- | ------------------------------------------ |
| CVB-41 «Мидуэй»         | CV-21 «Боксёр»          | CVL-48 «Сайпан»         | CVE-112 «Сибоней»                          |
| CVB-42 «Ф. Д. Рузвельт» | CV-32 «Лейте»           | CVL-49 «Райт»           | CVE-114 «Рендова»                          |
| CVB-43 «Корал Си»       | CV-33 «Кирсардж»        |                         | CVE-115 «Бейроко»                          |
|                         | CV-36 «Энтиетам»        |                         | CVE-116 «Бадунг Стрейт»                    |
|                         | CV-37 «Принстон»        |                         | CVE-118 «Сицили»                           |
|                         | CV-40 «Тарава»          |                         | CVE-120 «Миндоро»                          |
|                         | CV-45 «Вэлли Фордж»     |                         | CVE-122 «Палау»                            |
|                         | CV-47 «Филиппин Си»     |                         |                                            |

В первые послевоенные годы произошло региональное перераспределение сил ВМФ США. Поскольку коммунистическая угроза в Европе считалась самой серьёзной опасностью, большая часть авианосцев, в том числе все три больших типа «Мидуэй», находилась в Атлантике и Средиземном море. Первым американским авианосцем, выдвинутым в послевоенное время в Средиземное море стал CV-42 «Франклин Д. Рузвельт» (8 августа — 4 октября 1946 года). В дальнейшем американское присутствие в Средиземном море росло и 1 июня 1950 года был организован 6-й Оперативный флот, включавший все военно-морские силы США в Средиземном море.
Серьёзная обстановка складывалась также в западной части Тихого океана. Коммунисты одержали победу в Китае и Корее, вынудив США вывести свой воинский контингент из этих стран. Военное присутствие США в этих регионах обеспечивали военно-морские силы, организованные в августе 1949 года в 7-й Оперативный флот.
Достойную упоминания операцию с участием авианосца CV-47 «Филиппин Си» ВМС США провели в Антарктиде, куда в 1947 году был отправлена научная экспедиция. Основной функцией авианосца было обеспечение полётов разведывательных и транспортных самолётов.

### Новые самолёты и вертолёты
В конце 1940-х годов в авиагруппы американских авианосцев стали поступать реактивные самолёты. Первыми реактивными палубными самолётами были FH-1 «Фантом», F6U-1 «Пират» и FJ-1 «Фьюри». К концу десятилетия появились ещё два — F2H «Баньши» и F9F «Пантера».
Продолжала развиваться и поршневая авиация. В 1945 году в авиагруппы стал поступать штурмовик AD-1 «Скайрейдер», который прослужил в ВМС США до конца 1960-х годов, участвовал в Корейской и Вьетнамской войнах. 
В 1950 году на вооружение поступил первый в мире специальный противолодочный самолёт — AF «Гардиан».
В конце 1940-х годов ВМС США предприняли попытку разрушить монополию военно-воздушных сил на применение ядерного оружия. Был создан и в 1949 году поступил на вооружение специальный палубный бомбардировщик AJ-1 «Сэведж» (North American AJ Savage), способный доставить 5-тонную атомную бомбу на расстояние 1000 миль. Атомную бомбу мог нести также базовый бомбардировщик P2V «Нептун», который взлетал с авианосца при помощи пороховых ускорителей JATO.
Заметным событием в конце 1940-х годов стало появление в составе авиагрупп первых вертолётов. В апреле 1945 года был испытан первый противолодочный вертолёт HOS-1C (см. Sikorsky HOS) с погружным гидролокатором. В декабре 1947 года была создана первая вертолётная эскадрилья морской пехоты, предназначенная для высадки десанта. В состав эскадрильи входили вертолёты HRP-1 и HRP-2, а затем HO3S-1. 
Весной 1948 года на эскортном авианосце «Бейроко» была создана первая вертолётная эскадрилья общего назначения с вертолётами HO3S-1 и HLT-2. В дальнейшем эскадрильи из двух вертолётов HO3S-1 стали поступать на ударные авианосцы. Основными их функциями было спасение лётчиков потерпевших аварию самолётов и транспортные перевозки.
- также: Десантные вертолётоносцы

### Авианосец CVA-58 «Юнайтед Стейтс»

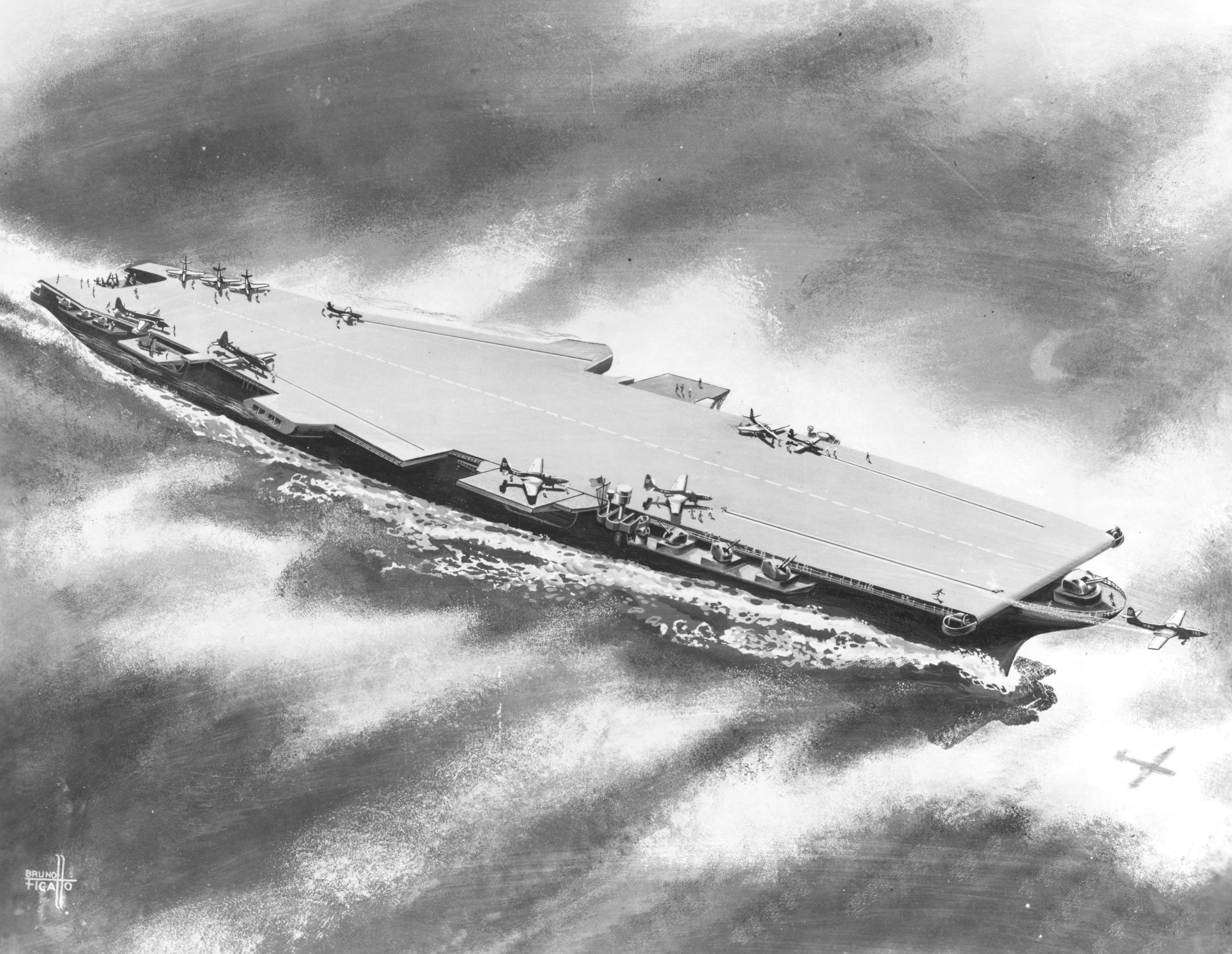
Проект авианосца CVA-58 «Юнайтед Стейтс»

С появлением тяжёлых реактивных самолётов и бомбардировщиков-носителей атомного оружия, большинство авианосцев США, кроме трёх больших типа «Мидуэй», превращались в ограниченно боеспособные корабли. Мощность катапульт, прочность палубы и высота ангаров были слишком малы, чтобы обеспечить взлёт, посадку и техническое обслуживание новых самолётов. В связи с этим командование флота убедило администрацию Трумэна приступить к постройке суперавианосца водоизмещением 65 000 т. Авианосец получил название CVA-58 «Юнайтед Стейтс».
Вокруг строительства авианосца началась борьба между ВМС и ВВС. Последние считали, что новый авианосец, который планировалось вооружить самолётами с ядерным оружием, будет дублировать функции стратегической авиации. Стоимость авианосца составляла 189 млн долл., хотя ВВС утверждали, что реальные расходы возрастут до 500 млн долл. В качестве более дешёвой альтернативы ВВС предлагали закупку тяжёлых стратегических бомбардировщиков B-36.
В результате постройка авианосца дважды утверждалась и дважды отменялась. 23 апреля 1949 года строительство авианосца по решению министра обороны Джонсона было окончательно отменено.

## 1950—1953. Война в Корее
27 июня 1950 года, в ответ на вторжение Северной Кореи в южную часть полуострова, Гарри Трумэн приказал оказать помощь южнокорейскому режиму. Кроме того, Седьмой флот ВМС США должен был воспрепятствовать любым попыткам вторжения китайских войск на Тайвань. ВМС США не были готовы к этой задаче — в результате военных сокращений он был ослаблен количественно и качественно.
Единственным американским авианосцем, который находился в этом районе, был «Вэлли Фордж», входивший в состав 7-го Флота. Его авиагруппа состояла из 2 эскадрилий реактивных истребителей F9F-2B «Пантера» (30 самолётов), 2 эскадрилий поршневых истребителей F4U-4B «Корсар» (28 самолётов), 1 эскадрильи штурмовиков AD-4 «Скайрейдер» (14 самолётов) и 14 самолётов специального назначения — ночных истребителей, фоторазведчиков, самолётов ДРЛО, самолётов электронного противодействия, противолодочных самолётов (3 F4U-5N, 2 F4U-5P, 2 AD-3N, 3 AD-4Q, 1 AD-3Q, 3 AD-5W). Кроме того, в районе боёв находился английский авианосец «Трайэмф».
При отсутствии в непосредственной близости от Корейского полуострова американских наземных аэродромов, задача завоевания превосходства в воздухе и бомбардировки северокорейских объектов целиком легла на палубную авиацию.

## Вьетнамская война
В качестве эксперимента в начале 1960-х годов был создан первый атомный авианосец «Энтерпрайз». Опыт его эксплуатации и Вьетнамская война позволили к середине 1960-х годов сформулировать требования к новому поколению ударных авианосцев, которые должны были постепенно заменить все предыдущие их типы.

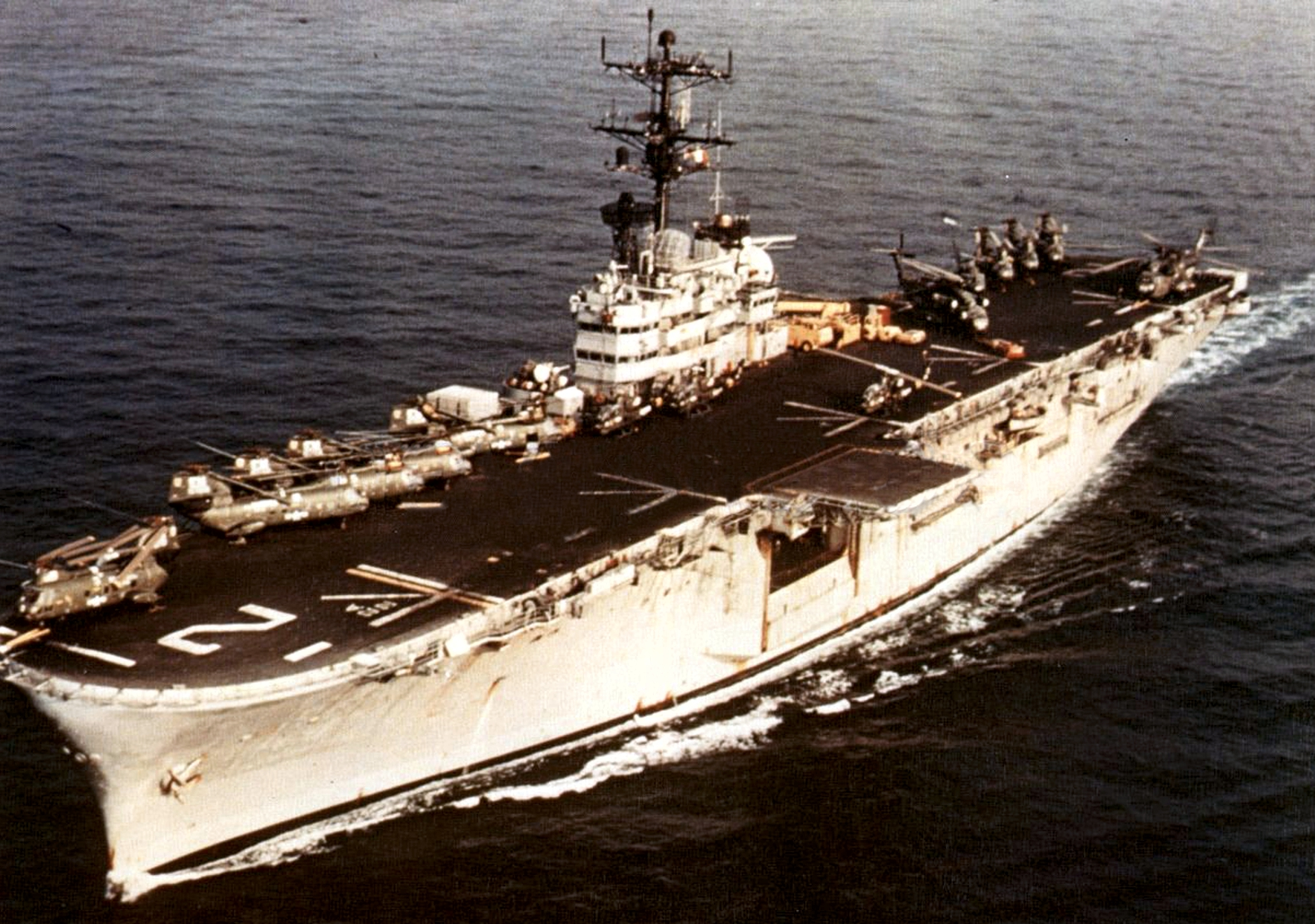
«Иводзима» (USS Iwo Jima) в 1974 году

## Современное состояние
В 1968 году началось строительство атомного авианосца «Нимиц», первого корабля новой серии авианосцев. При его проектировании учитывались требования максимальной автономности, высокой скорости крейсерского хода и длительного обеспечения боевых действий корабельного авиакрыла без пополнения запасов. Всё это удалось обеспечить благодаря огромным размерам корабля и ядерной силовой установке.
При создании авианосцев типа «Нимиц» предполагалось, что срок их службы составит не менее 50 лет. В настоящее время все десять построенных авианосцев этого типа несут боевую службу.
В 2017 году был введён в строй атомный авианосец «Джеральд Р. Форд», первый корабль новой серии авианосцев. Он заменил «Энтерпрайз», который закончил свою 51-летнюю службу в 2012 году. Авианосцы новой серии оснащены едиными двухдиапазонными РЛС, улучшенными аэрофинишерами, электромагнитными катапультами, а также новой усовершенствованной атомной энергетической установкой. Все это позволяет сократить экипаж авианосца на 600 человек и снизить стоимость эксплуатации корабля на $4 млрд. в течение пятидесятилетнего жизненного цикла. Кроме того,  новые катапульты и аэрофинишеры позволяют увеличить взлетный вес палубных самолетов.
Согласно Оценке желаемой численности флота (2016 Force Structure Assessment), флоту США в долгосрочной перспективе потребуется иметь в своем боевом составе не менее 12 атомных многоцелевых авианосцев. Но некоторые американские военно-морские эксперты считают, что авианосцам можно найти альтернативу. Так, например, в марте 2013 года Центр новой американской безопасности (Center for a New American Security, CNAS) выпустил монографию «Сколько мы заплатим за авианосец?» (в оригинале — At What Cost Carrier). В ней утверждается, что после 100 лет своей истории авианосец стремительно приближается к закату как приносящее пользу стратегическое средство и приоритетом является создание беспилотных авиационных систем различного назначения, в том числе и авианосного базирования, а также расширение номенклатуры ударных ракетных комплексов корабельного базирования.
Также высказывается мнение, что целесообразно строить как «крупнопалубные» атомные многоцелевые авианосцы, так и некие «средние авианосцы», которые будут отличаться меньшими размерами и численностью корабельной авиагруппы, но зато будут обходиться существенно дешевле в постройке и эксплуатации.